# Koningin Wilhelmina in de Tweede Wereldoorlog

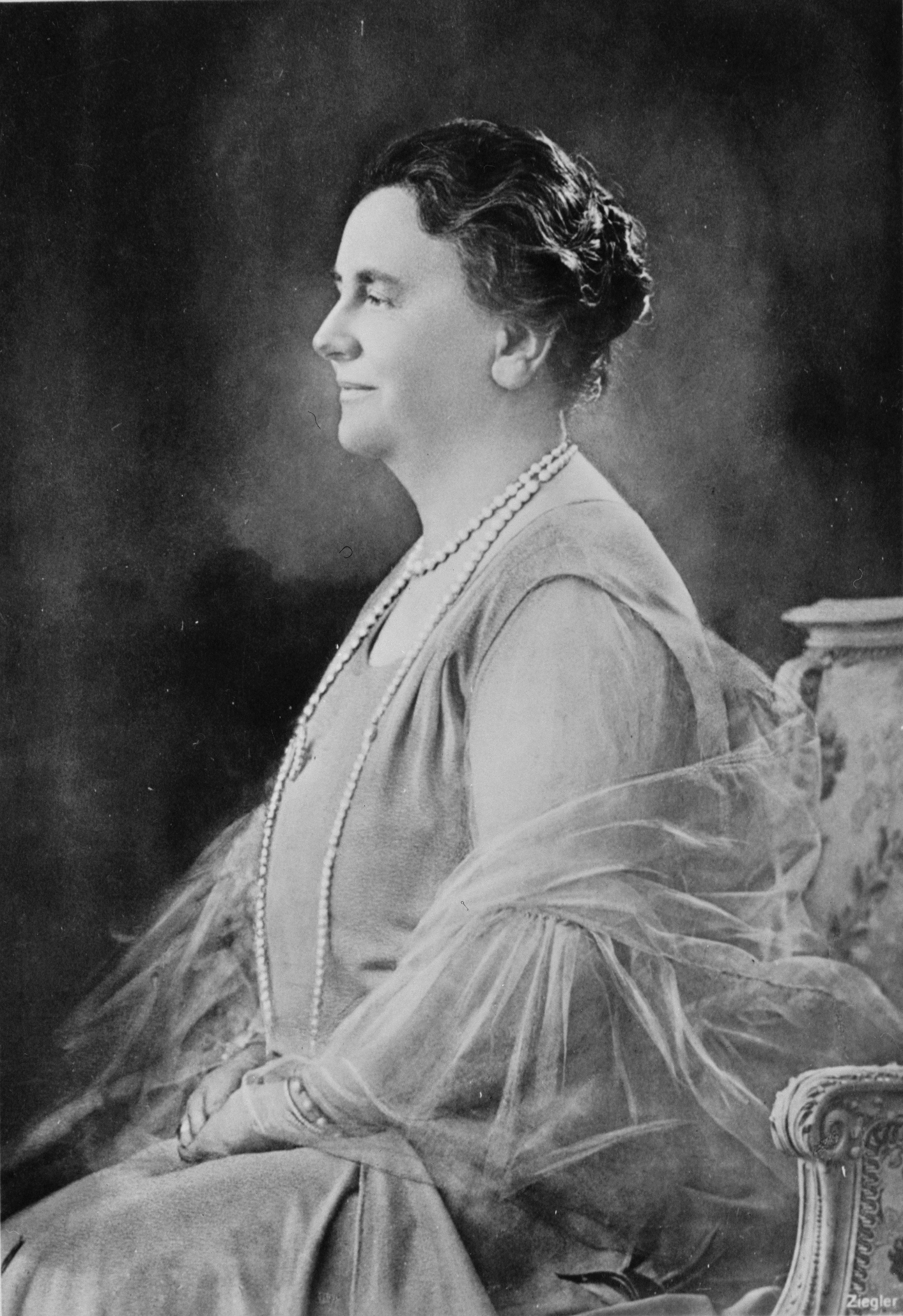
Koningin Wilhelmina in 1942.

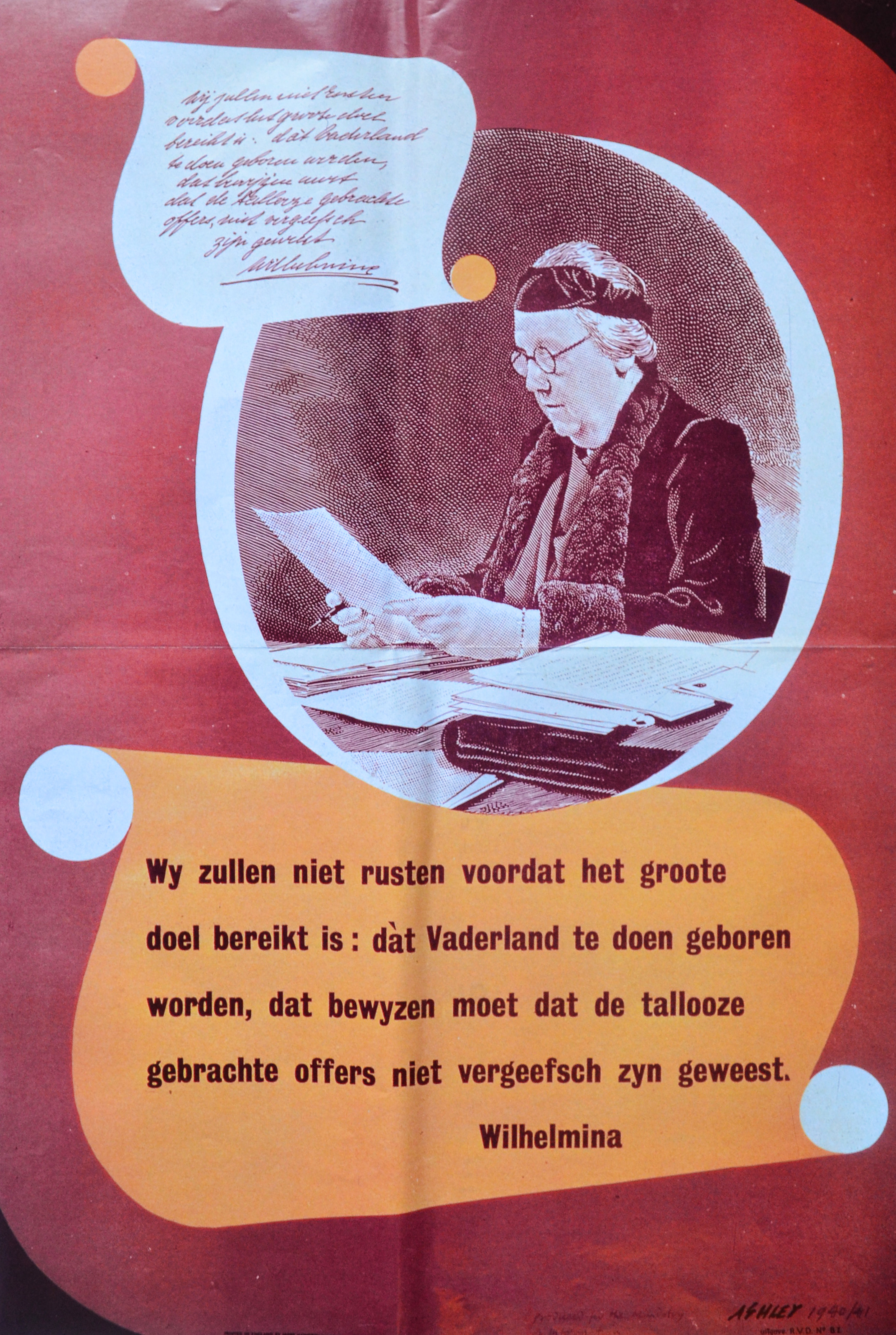
Nederlandse WO2-propagandaposter met speech van koningin Wilhelmina die spreekt tot de Nederlanders

Koningin Wilhelmina der Nederlanden week aan het begin van de Tweede Wereldoorlog, tijdens de Duitse aanval op Nederland in mei 1940, op advies van opperbevelhebber van de strijdkrachten generaal Henri Winkelman uit naar Londen. Daar verbleef zij gedurende het verdere verloop van de oorlog met de Nederlandse regering in ballingschap. Vrijwel alle Engelandvaarders werden door haar persoonlijk ontvangen. Zij wou geen vrede met nazi-Duitsland en bewerkstelligde het vertrek van minister-president Dirk Jan de Geer. Door haar toespraken via Radio Oranje groeide zij uit tot een symbool van het verzet.
In 1942 tijdens een bezoek aan de Verenigde Staten had zij een ontmoeting met president Roosevelt en sprak ze het Amerikaans Congres toe. Wilhelmina kwam regelmatig in conflict met ministers van de Londense kabinetten, in het bijzonder met de opvolger van De Geer, minister-president Pieter Gerbrandy, over de door haar gewenste vernieuwing en het ontwerpbesluit Tijdelijke Voorziening Staten-Generaal. Op 13 maart 1945 keerde zij voor het eerst terug naar Nederland. Na de bevrijding in mei 1945 keerde Wilhelmina definitief terug naar Nederland.

## Duitse aanval op Nederland

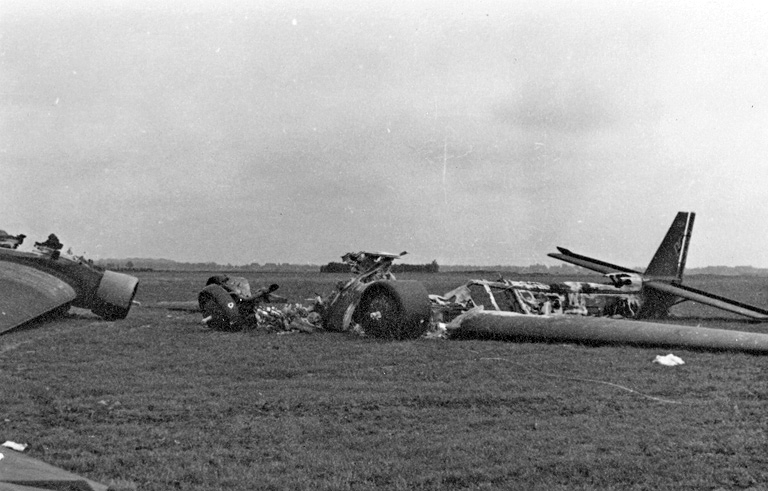
Een uitgebrand Junkers Ju 52 transportvliegtuig te Valkenburg

Op 10 mei 1940 vielen de Duitsers Nederland binnen en raakte Nederland betrokken bij de Tweede Wereldoorlog, ondanks de neutraliteitspolitiek die de regering had gevoerd. De Duitse inval werd door Wilhelmina krachtig veroordeeld. Om 03.30 uur op 10 mei werd koningin Wilhelmina gewaarschuwd over de ophanden zijnde Duitse aanval. Om 06.00 uur had zij overleg met het kabinet over door een door De Geer in haar naam opgestelde proclamatie. In deze proclamatie van 10 mei 1940 zei zij: Ik richt hierbij een vlammend protest tegen deze voorbeeldenloze schending van de goede trouw en aantasting van wat tussen beschaafde staten behoorlijk is. Ik en mijn regering zullen ook thans onze plicht doen. Doet gij de uwe....
Een onderdeel van het Duitse aanvalsplan waren luchtlandingen rond Den Haag, met als doel de koningin en het kabinet gevangen te nemen. Dat maakte een verhuizing van het Paleis Huis ten Bosch naar Paleis Noordeinde rond negen uur 's ochtends nodig. Huis ten Bosch lag te afgelegen in het noorden van Den Haag en was daardoor te kwetsbaar voor een Duitse aanval.

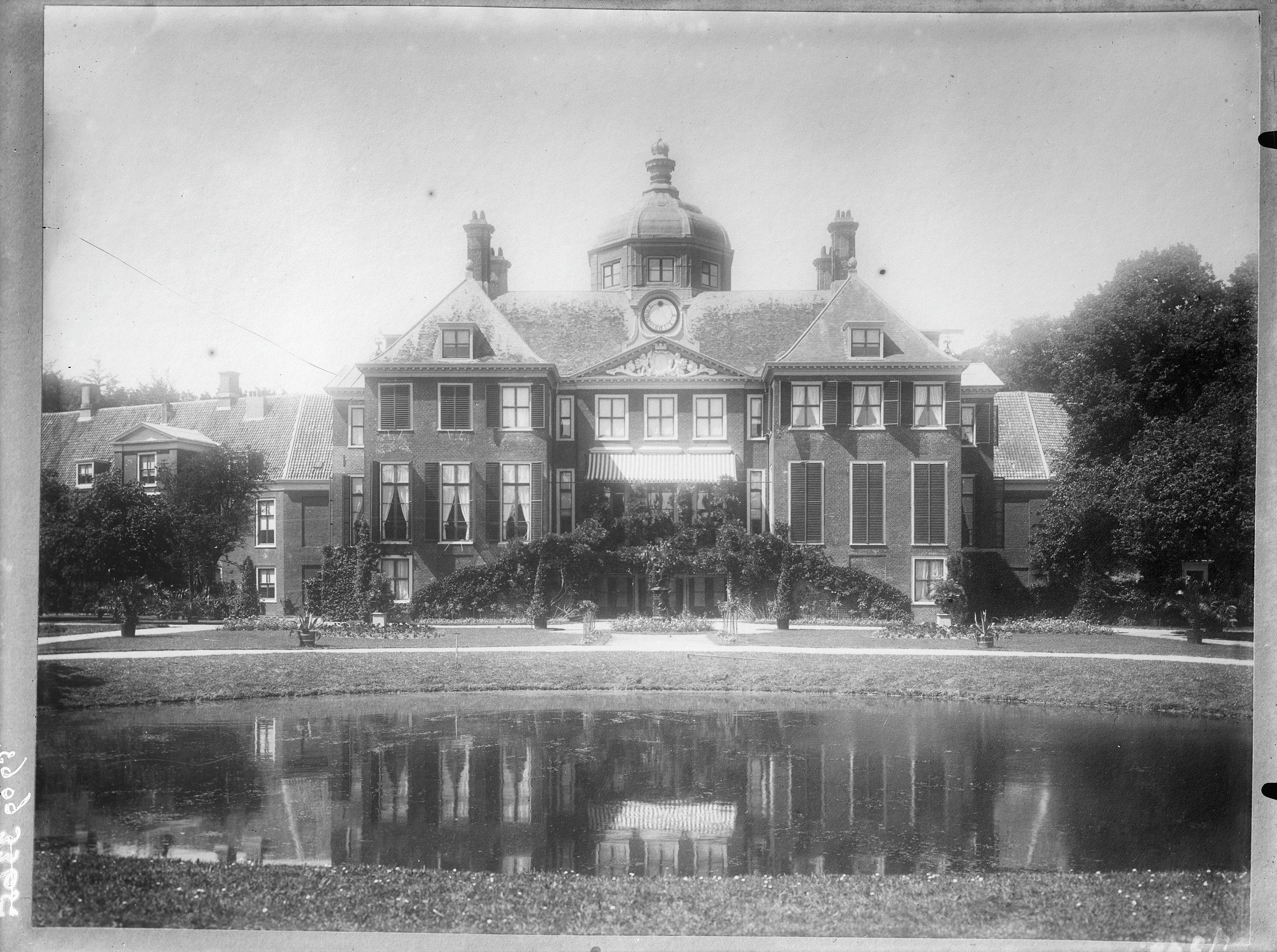
Paleis Huis ten Bosch
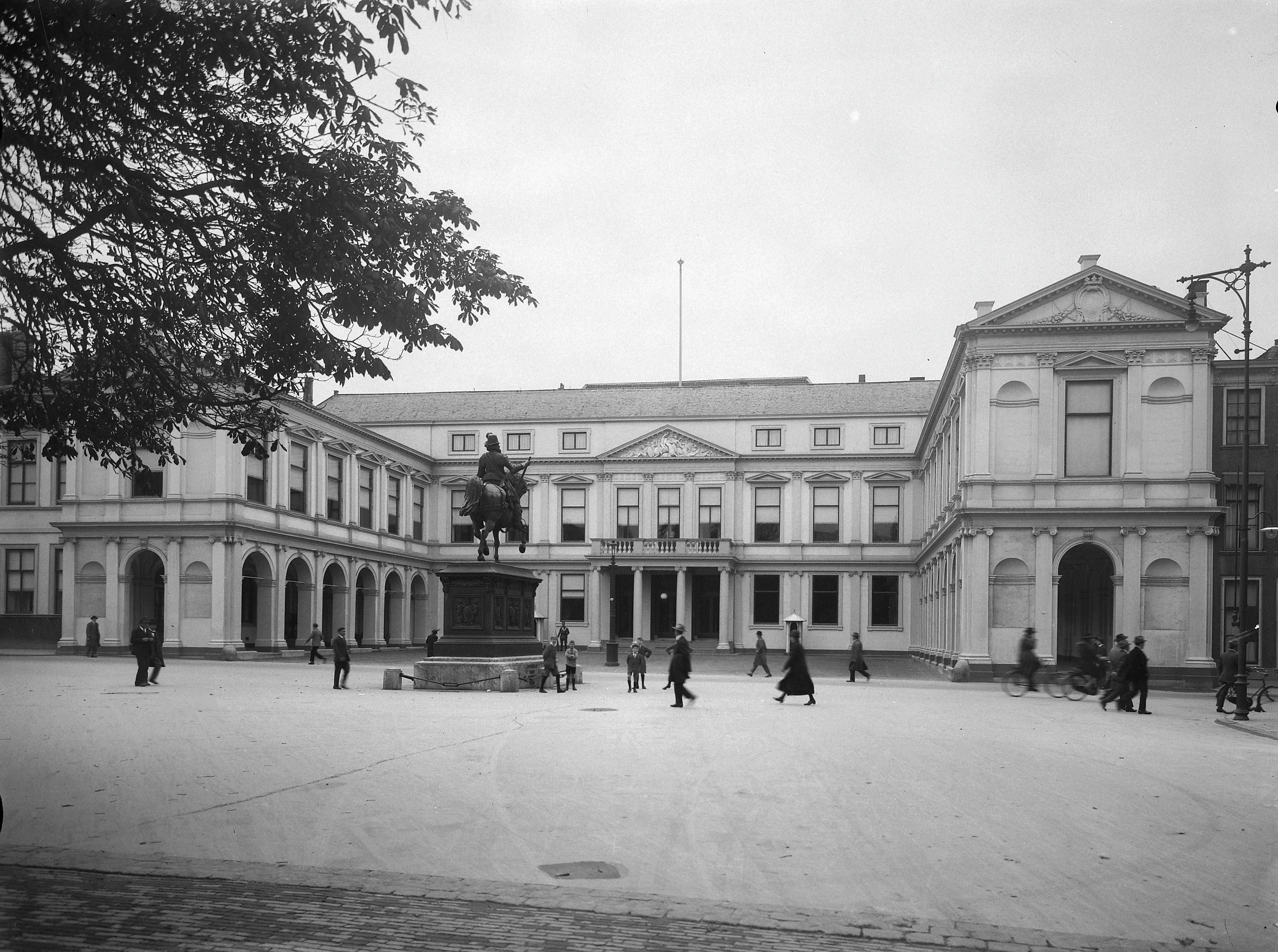
Paleis Noordeinde
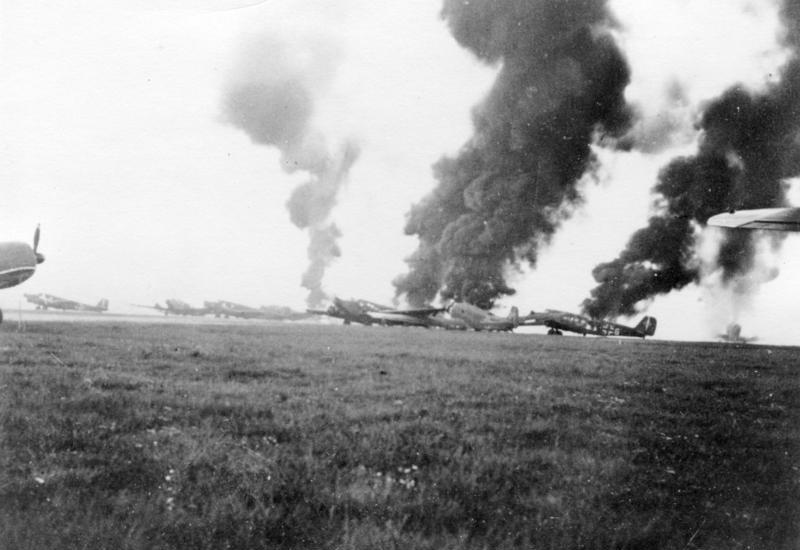
Tijdens de aanval op Den Haag in brand geschoten Junker 52s

## Vertrek van Juliana en Bernhard
Hoewel het Duitse plan mislukte, bleef de situatie benauwd. Kroonprinses Juliana en haar echtgenoot prins Bernhard van Lippe-Biesterfeld hadden nog op 8 mei verklaard dat zij Nederland nooit zouden verlaten maar er was allang afgesproken dat zij, in het geval van een oorlog met Duitsland, met hun twee kinderen naar Engeland zouden vertrekken. De vlucht was besproken met de minister van Buitenlandse zaken Eelco van Kleffens, die al naar Londen was afgereisd. Hij was ook betrokken bij en verantwoordelijk voor de organisatie van de vlucht.
Voorbereidingen waren al in het najaar van 1939 getroffen. Van Kleffens had aan de Britse regering gevraagd om in het geval van een Duitse invasie asiel te verlenen aan de koningin, het kabinet en ex-keizer Wilhelm II. Door de Britse regering werd daar positief op gereageerd.
Uit aantekeningen van prins Bernhard blijkt dat er werd nagedacht over verschillende alternatieven, zoals uitwijken naar Zuid-Nederland en eventueel een vertrek naar Suriname of de Nederlandse Antillen. Bernhard bekeek enkele dagen vooraf aan de vlucht een aantal vluchtroutes vanuit Den Haag en er was in april 1940 geld uit Nederland naar Engeland overgemaakt.

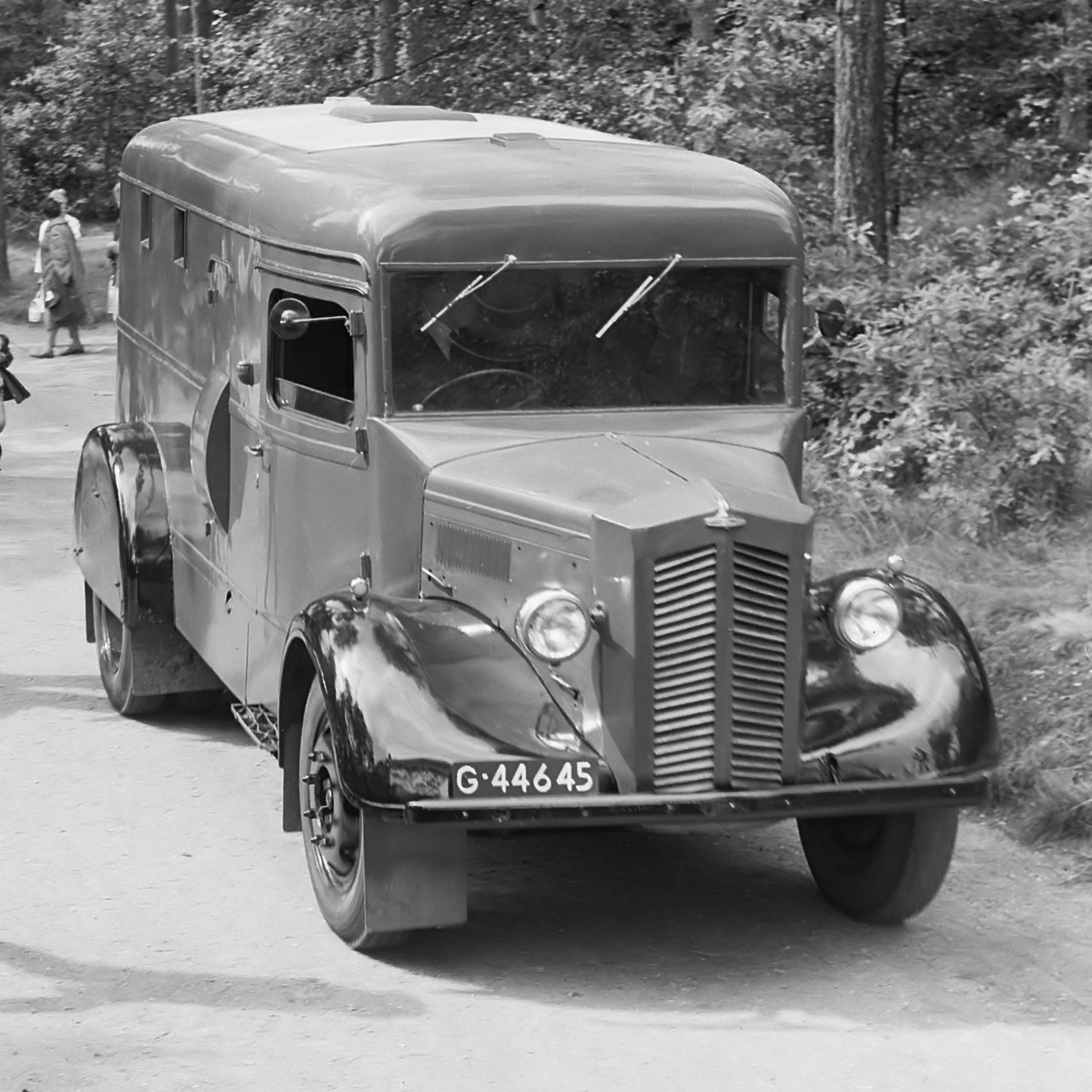
Pantserauto van De Nederlandsche Bank waarmee Juliana en het gezin vluchtten. Deze bankwagen staat sinds 1962 in Oorlogsmuseum Overloon.

In de loop van de dag was er contact met Londen over het vertrek van Juliana en haar gezin. Hoewel er Britse schepen naar IJmuiden werden gestuurd, bleek een vertrek op 10 mei niet mogelijk door Duitse luchtlandingstroepen in de omgeving van vliegveld Valkenburg. De koninklijke familie overnachtte in de nacht van 10 op 11 mei in de kleine schuilkelder van Paleis Noordeinde. Een tweede vertrekpoging op 11 mei mislukte door de Duitse luchtlandingstroepen. Het kabinet discussieerde op 11 mei over de wenselijkheid van het eigen vertrek en adviseerde het vertrek van de koningin. Het grondwettelijke aspect kwam daarbij aan de orde. Artikel 21 van de grondwet van 1938 luidde: In geen geval kan de zetel der regering buiten het Rijk worden verplaatst. Maar men vond dat de grondwet het kabinet niet kon verplichten zich te laten gevangennemen.
Op 12 mei slaagden Juliana, Bernhard en hun kinderen erin met een pantserauto van De Nederlandsche Bank IJmuiden te bereiken en in te schepen.

## Vertrek van Wilhelmina naar Londen

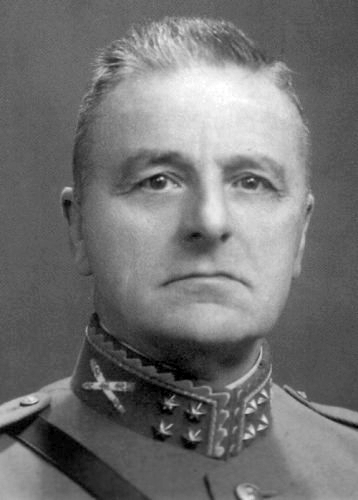
Henri Winkelman was in eerste instantie tegen het vertrek van koningin Wilhelmina uit Nederland.

In de nacht van 12 op 13 mei sliep Wilhelmina slecht. In de ochtend om 04.00 uur belde zij koning George VI van het Verenigd Koninkrijk op en vroeg om hulp. De ministers Van Kleffens en Welter waren op 10 mei naar Londen vertrokken en hadden op de middag van 12 mei al een onderhoud met premier Winston Churchill gehad met hetzelfde verzoek, maar van Britse kant had men geen middelen om op korte termijn te kunnen helpen.
In de vroege ochtend van 13 mei 1940 werd in de ministerraad opnieuw gesproken over het vertrek van Wilhelmina. De aanleiding was dat Winkelman, die bij het beraad aanwezig was, aan de regering had laten weten dat door munitiegebrek de weerstand niet lang kon worden volgehouden. Minister van Defensie Adriaan Dijxhoorn was voor Wilhelmina's vertrek, maar Winkelman was tegen. Het kabinet besloot uiteindelijk tot haar vertrek. Minister Dijxhoorn vroeg Wilhelmina te vertrekken, maar die weigerde. Zij had geen vertrouwen in de ministerraad en wilde alleen vertrekken als zij van Winkelman zou horen dat de militaire situatie hopeloos was. Dijkshoorn vroeg daarop viceadmiraal Johan Furstner met de koningin te praten en haar nogmaals het advies over te brengen, maar deze vond dat een zaak van het kabinet.
Uiteindelijk begaf Winkelman zich naar de koningin om te melden dat de Grebbelinie was gevallen. "Eerst was ik tegen maar later bedacht ik me", verklaarde Winkelman voor de Parlementaire enquêtecommissie. "Majesteit, ook Den Haag is niet langer veilig. Een vijandelijke tankcolonne heeft Rotterdam bereikt", zou hij volgens Wilhelmina gezegd hebben. Winkelman adviseerde dat zij met de Britse torpedobootjager HMS Hereward (H93) zou uitwijken naar Zeeland.
Toen dit niet meer haalbaar bleek, werd na overleg besloten naar Groot-Brittannië te varen. 's Avonds zette zij daar voet aan wal. Ze werd ontvangen door de Britse koning.

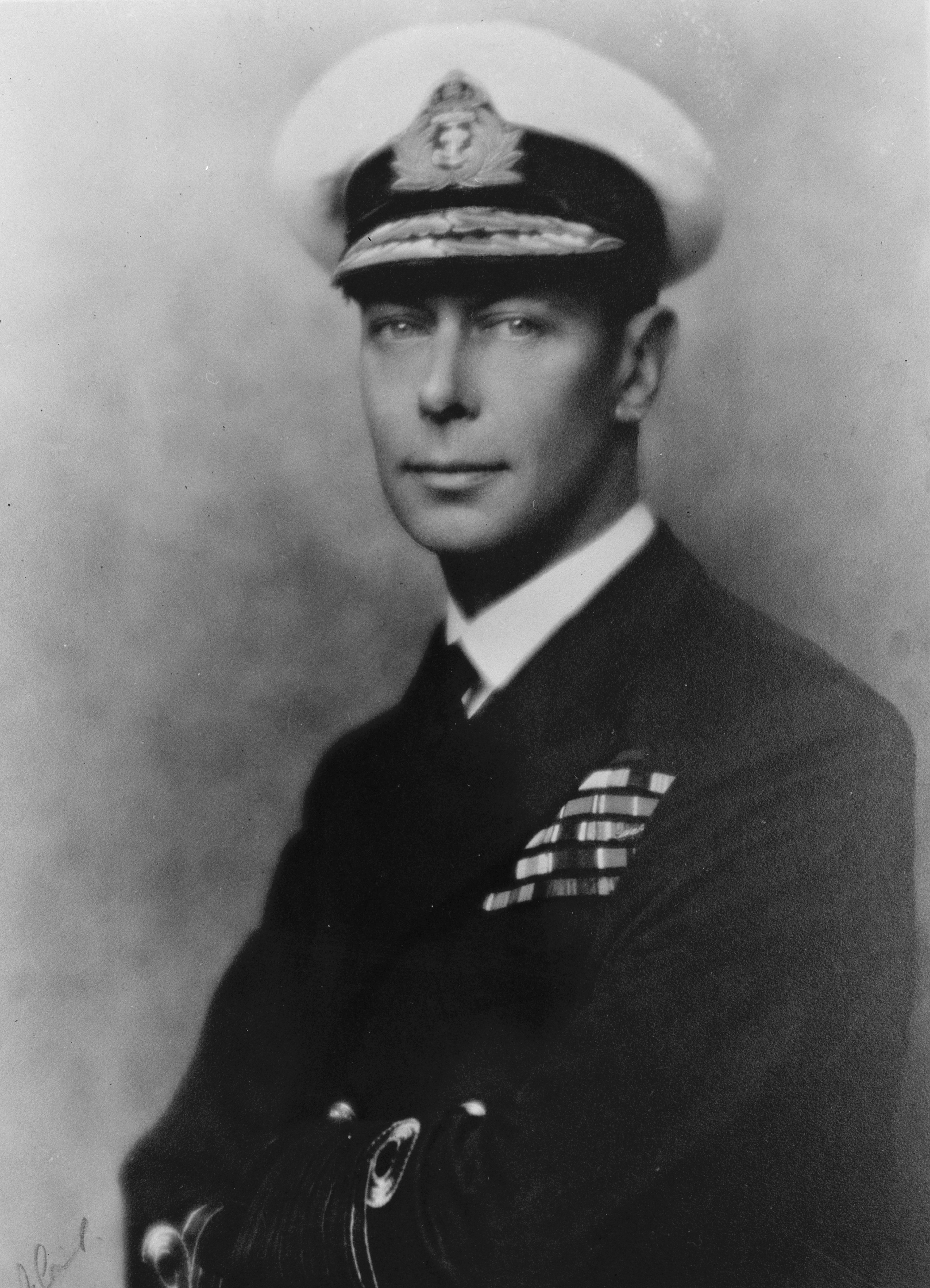
Koning George VI

Aan het vertrek uit Nederland van de koningin en kabinet heeft onder anderen Hendrikus Colijn op 15 mei 1940 een kritisch commentaar gewijd in zijn lijfblad De Standaard. Daarin stelde hij dat door het vertrek van de regering deze het vertrouwen van de bevolking had verloren.
De parlementaire enquêtecommissie die het regeringsbeleid tijdens de Tweede Wereldoorlog onderzocht, schreef over de vlucht dat hierdoor het internationale prestige van Nederland werd hooggehouden en dat het verzet in bezet gebied hierdoor ondersteund kon worden en de bevrijding en het herstel van Nederland voorbereid konden worden.
Wilhelmina schreef in haar autobiografie over het vertrek: "Ik stelde mij voor, dat het mij gegeven zou zijn althans enige tijd op mijn post in Den Haag te blijven en, mocht het ergste komen, met het Nederlandse leger zuidwaarts te trekken, zoals koning Albert destijds gedaan had. Ik wist dat Bernhard onverwijld zou terugkeren en op zijn plaats de strijd met mij zou voortzetten. Hoe anders is het mij vergaan."

## Proclamatie van 14 mei 1940
Na haar aankomst in Londen richtte Wilhelmina zich met een proclamatie tot het Nederlandse volk. Deze was opgesteld door Van Kleffens. Zij legde uit dat zij niet uit lafheid naar Engeland was vertrokken, maar dat "het harde, maar noodzakelijke besluit (moest) worden genomen de zetel der regering te verplaatsen naar het buitenland". Op dat moment waren ook de Poolse en de Noorse regeringen reeds uitgeweken naar Londen. Wilhelmina wilde vanuit Londen de strijd tegen de Duitsers voortzetten. In haar proclamatie zei zij het volgende: "Maar Nederland zal zijn gehele grondgebied eenmaal met Gods hulp herwinnen... Doet allen, wat u mogelijk is in 's lands welbegrepen belang. Leve het Vaderland!"

## Canada, de Verenigde Staten of Nederlands-Indië

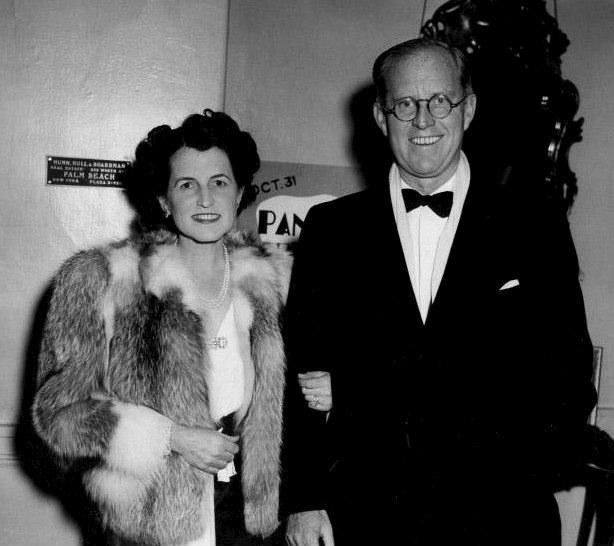
De Amerikaanse ambassadeur Joseph Kennedy met zijn vrouw

In Engeland werd door de regering overwogen door te reizen naar Canada of de Verenigde Staten. De reden was dat minister Van Kleffens geen vertrouwen had in de Britse verdediging. Wilhelmina zelf wilde zo lang mogelijk in Engeland blijven. De Amerikaanse president Franklin Delano Roosevelt had de vorstin aangeboden naar Amerika te komen. Hierover had Van Kleffens op 25 mei 1940 overleg met de Amerikaanse ambassadeur in Groot-Brittannië, Joseph Kennedy.
Omdat Amerika neutraal was, wat de regering en Wilhelmina zou belemmeren in de oorlogsvoering, viel de keus op Canada. Maar omdat de Britse koninklijke familie bleef, vond de regering dat men het niet kon maken naar Canada uit te wijken. Uiteindelijk vertrok alleen prinses Juliana met haar dochters Beatrix en Irene naar Canada, waar zij de gehele oorlog zouden blijven.
Een andere optie was te vertrekken naar Nederlands-Indië. Dat zou als voordeel hebben dat men min of meer voldeed aan het gestelde in de grondwet, maar Wilhelmina vond het er te warm. Een andere belangrijke afweging was dat een vertrek naar Nederlands-Indië de indruk zou kunnen wekken dat de strijd in Europa werd opgegeven. Wilhelmina stelde wel voor dat minister-president De Geer met een beperkt aantal ministers naar Nederlands-Indië zou gaan. Mogelijk wilde ze hem op deze manier op een zijspoor zetten.

## Contacten in Londen

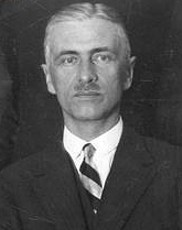
Władysław Raczkiewicz, de Poolse president.

In Londen waren ook de Belgische, Luxemburgse, Noorse en Poolse regering in ballingschap aanwezig. Wilhelmina onderhield met alle contact. Zo ontving zij Paul-Henri Spaak, de Belgische minister van buitenlandse zaken. Het contact met de Belgische regering zou tot de oprichting van de Benelux leiden. Goede contacten had zij ook met de president van Polen, Władysław Raczkiewicz, waarmee zij tijdens een luchtaanval in een schuilkelder zat, en met de Noorse koning Haakon VII.
Vanzelfsprekend had Wilhelmina ook regelmatig contact met de Britse koninklijke familie. Alice van Albany was een nicht van haar. De beslissing om Juliana naar Canada te sturen was ook ingegeven doordat de echtgenoot van Alice, prins Alexander van Teck, gouverneur-generaal van Canada was. De Britse koning George VI bezocht haar met kerstmis 1940 in Stubbings House. Een keer per jaar kwam Winston Churchill bij haar lunchen, waarop zij ook hem jaarlijks opzocht. Ook met Charles de Gaulle, de leider van de vrije Fransen, had zij contact.

## Engelandvaarders

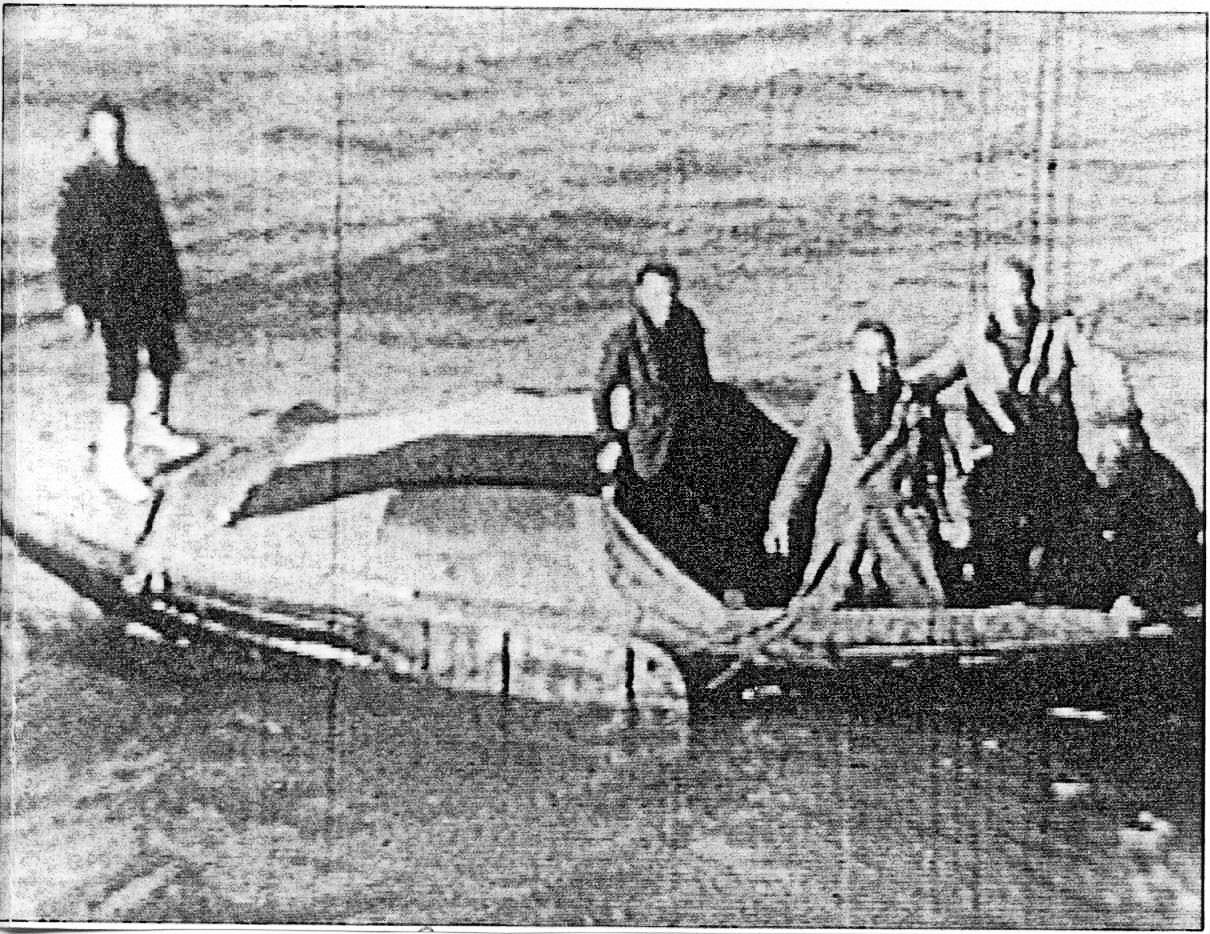
Engelandvaarders op 24 februari 1944

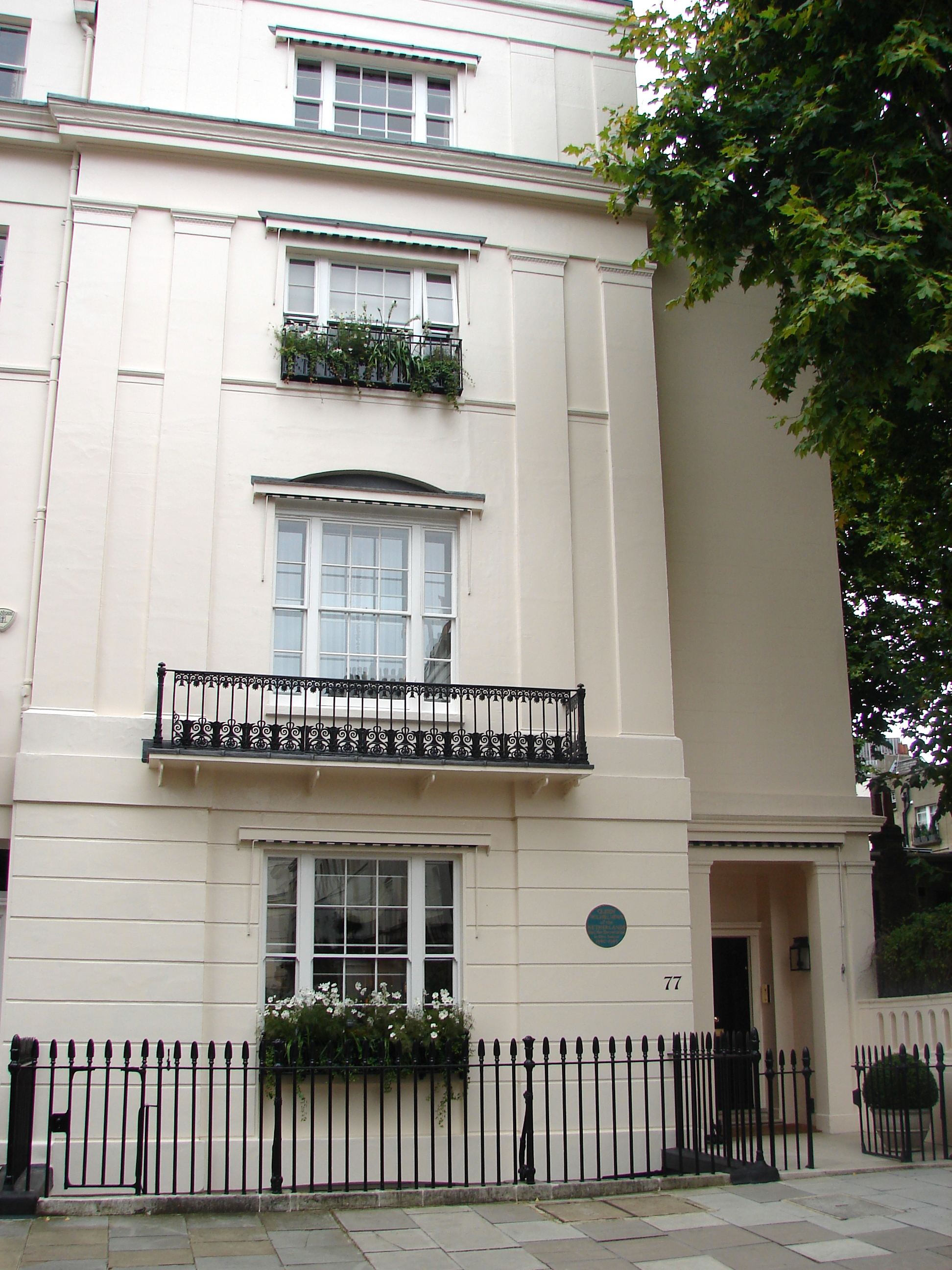
77 Chester Square, residentie van Wilhelmina in Londen

Engelandvaarders genoten groot respect bij koningin Wilhelmina. Van de 1700 Engelandvaarders werd het grootste deel ongeacht rang, stand, politiek en geloof bij haar op de thee uitgenodigd. Aanvankelijk ieder apart, maar later in groepen. Koningin Wilhelmina schonk de thee in en boog voor hen.
De gesprekken met de Engelandvaarders waren voor haar een belangrijke bron van informatie waaraan zij haar ideeën over de naoorlogse vernieuwing toetste. Zij vergat daarbij dat de Engelandvaarders, een groep voornamelijk uit het verzet afkomstige (jonge) mannen, niet representatief waren voor de Nederlandse bevolking en haar zeker niet zouden tegenspreken. Engelandvaarders als Gerrit Jan van Heuven Goedhart en Jaap Burger werden door Wilhelmina enthousiast onthaald en snel tot minister benoemd. Toen bleek dat beiden niet erg meegaand waren, werden zij net zo snel vervangen. Andere bekende Engelandvaarders waren Chris Krediet, Peter Tazelaar, Erik Hazelhoff Roelfzema en Jan de Hartog. Tazelaar en Hazelhoff Roelfzema zou zij tot haar adjudanten benoemen.
Op haar initiatief werd Oranjehaven ingericht, waar Engelandvaarders bijeen konden komen. Wilhelmina zorgde voor een precedent door tegen de wil van het kabinet Engelandvaarders die via de Noordzee waren gekomen, automatisch een onderscheiding toe te kennen: het Bronzen Kruis of het Kruis van Verdienste. Dat leidde tot een conflict met minister Lidth de Jeude. Deze vond dat Engelandvaarders slechts voor een herinneringsmedaille in aanmerking kwamen. Minister zonder portefeuille en Engelandvaarder Jaap Burger was het met de koningin eens dat een ruimhartiger decoratiebeleid op zijn plaats was, waarbij 'dienst aan de nationale zaak' het belangrijkste criterium vormde. Uiteindelijk werd een compromis gevonden: aan Engelandvaarders werd het Kruis van Verdienste of het Bronzen Kruis uitgereikt, waarbij Wilhelmina aangaf dit als een herinneringsmedaille te beschouwen.

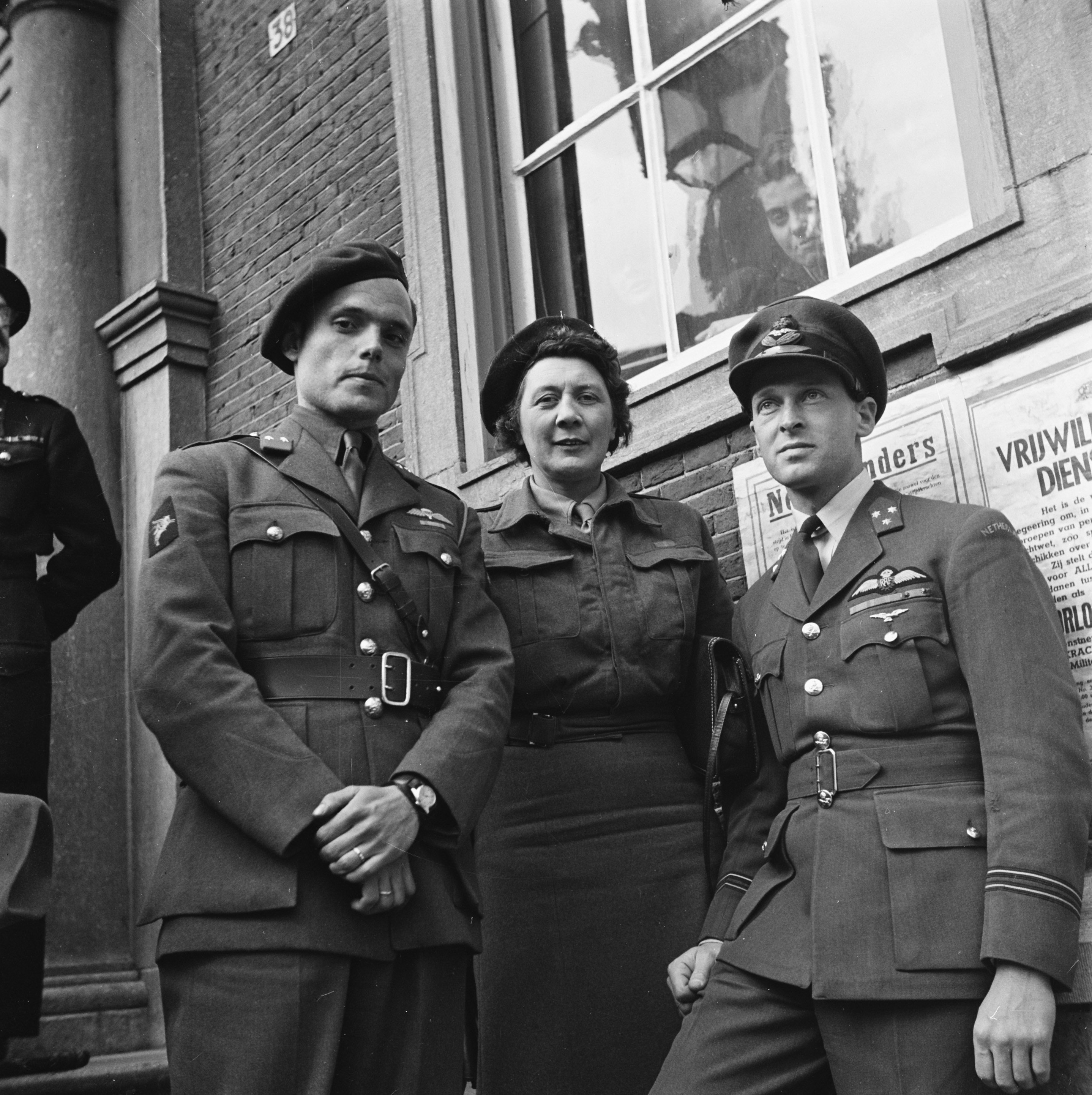
Peter Tazelaar (links) en Erik Hazelhoff Roelfzema (rechts)
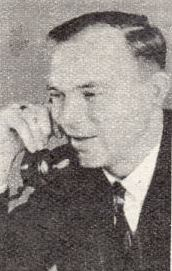
Jaap Burger
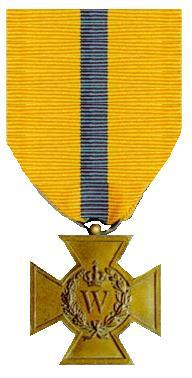
Bronzen Kruis uit 1941
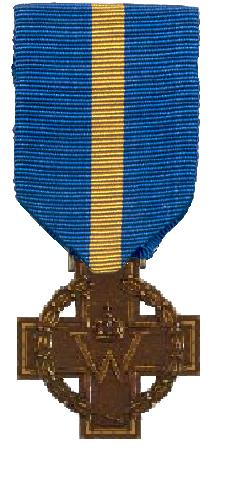
Kruis van Verdienste uit 1941

## Toespraken via Radio Oranje

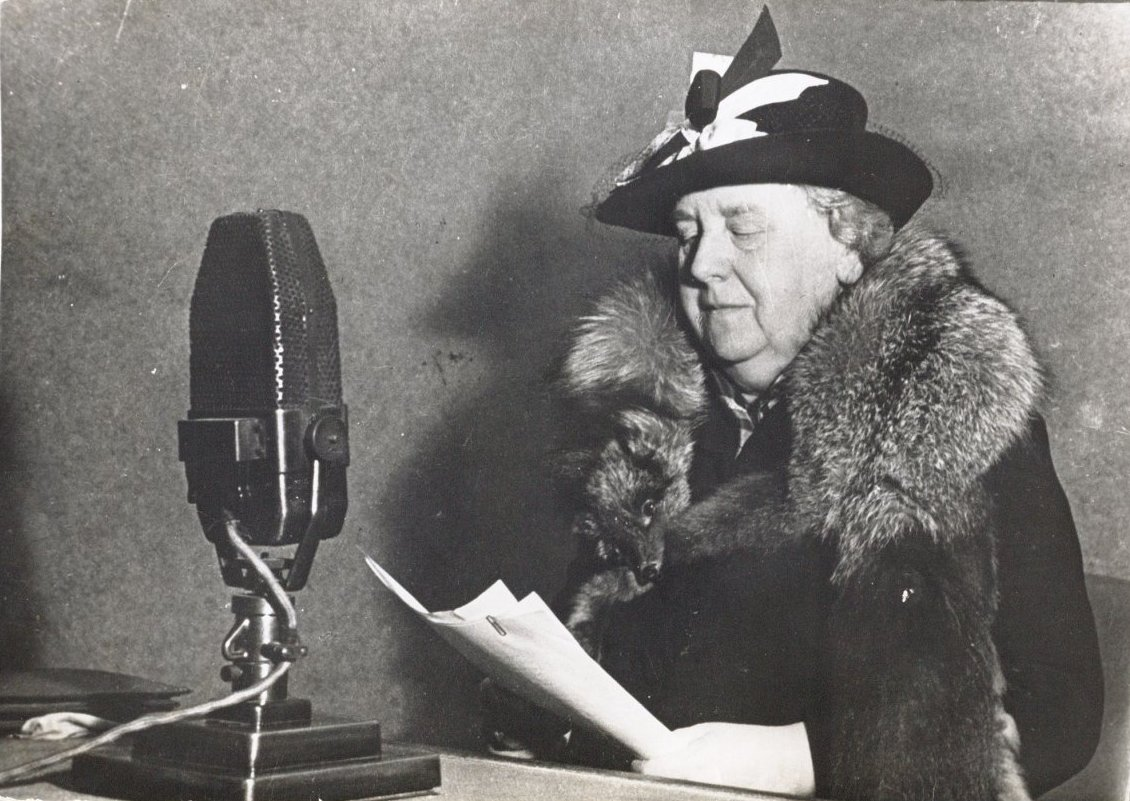
Koningin Wilhelmina houdt een toespraak voor Radio Oranje.

Vanaf 28 juli 1940 tot 1945 hield koningin Wilhelmina regelmatig toespraken voor Radio Oranje en De Brandaris, een andere radiozender, waarin zij onder meer opriep tot verzet tegen de Duitsers. Het beluisteren van Radio Oranje was in Nederland door de Duitse bezetter verboden, maar de illegale pers verspreidde haar toespraken. Haar kerstboodschap van 1940, waarin zij opriep tot lijdzaam verzet tegen de Duitsers, is bijvoorbeeld terug te vinden in Het Parool van 4 januari 1941.
De toespraken van koningin Wilhelmina en de onverzoenlijke houding die zij daarin tegen de Duitsers aannam, hadden een belangrijk psychologisch effect op de Nederlandse bevolking. De koningin zei dat de Duitsers schurken waren en dat er niet met hen samengewerkt kon worden. Voor Radio Oranje zei Wilhelmina op 24 juni 1941 na de Duitse aanval op Rusland: Wie op het juiste ogenblik handelt, slaat de nazi op de kop.
Dit leidde op 16 september 1941 tot het verbeurdverklaren van haar Nederlandse bezittingen door de Rijkscommissaris Seyss-Inquart. Ook afbeeldingen van haar en andere leden van het koninklijk huis mochten niet meer gepubliceerd worden.
Letterlijk overgenomen uit de bekendmaking van de verbeurdverklaring is de volgende tekst: Wilhelmina van Oranje-Nassau houdt, zonder iets geleerd te hebben uit de loop der gebeurtenissen halsstarrig vast aan het bolsjevistische-kapitalische front en plaatst zich hiermee buiten de gemeenschap van het nieuwe Europa. Zij richt tot het staatshoofd en de weermacht van het Groot-Duitsche Rijk verbazingwekkende scheldwoorden. Zij spoort uit de verte de Nederlanders op onverantwoordelijke wijze aan tot het plegen van geweld tegen de bezettende macht, welke slechts de hardste represailles ten gevolge kan hebben. Wilhelmina groeide hierdoor uit tot een symbool van het verzet. Door een foto van haar te plaatsen, lieten ondergrondse bladen zien waarvoor zij stonden.
Bekend is de toespraak voor Radio Oranje op 17 oktober 1942, een van de spaarzame gelegenheden dat zij het onderwerp Jodenvervolging aansneed: Ik deel van harte uw verontwaardiging en smart over het lot onzer Joodse landgenoten. En met mijn gehele volk voel ik de onmenselijke behandeling, ja, het stelselmatig uitroeien van deze landgenoten, die eeuwig met ons samen woonden in ons gezegend vaderland, als ons persoonlijk aangedaan.
Haar opstelling vormde een sterk contrast met de houding van belangrijke politici als De Geer, Colijn en De Quay. Zij hebben alle drie op enig moment in hun loopbaan de functie van minister-president vervuld en wilden het alle drie in de oorlog met de Duitsers op een akkoordje gooien. Ook de latere KVP-fractieleider en oud-minister van Sociale Zaken Carl Romme heeft tijdens de oorlog met de Duitsers op economisch gebied samengewerkt.
Winston Churchill zou over koningin Wilhelmina gezegd hebben: "Zij is de enige man in het Nederlandse kabinet".

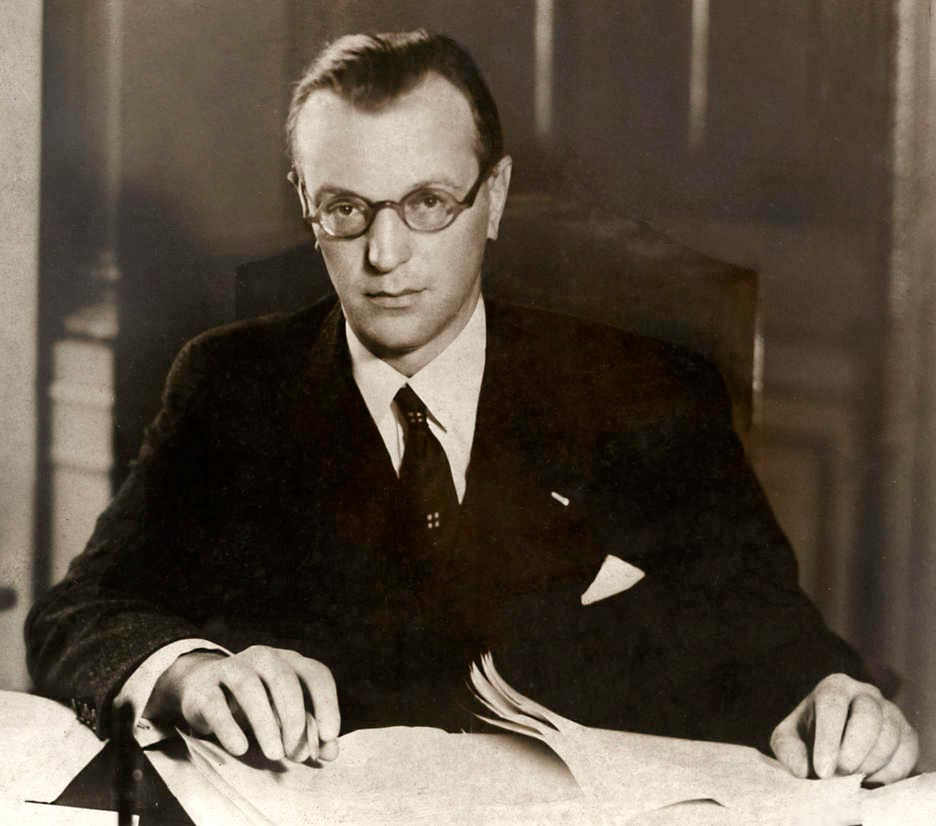
Arthur-Seyss-Inquart
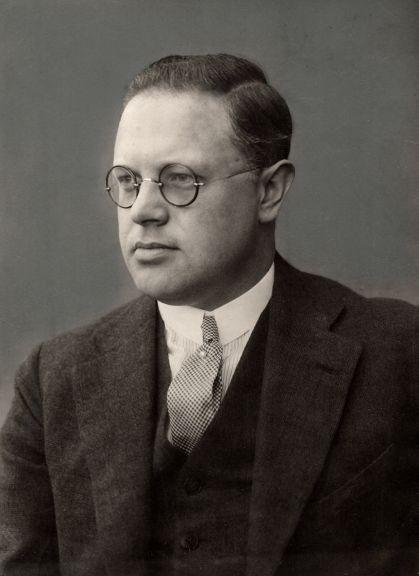
Carl Romme
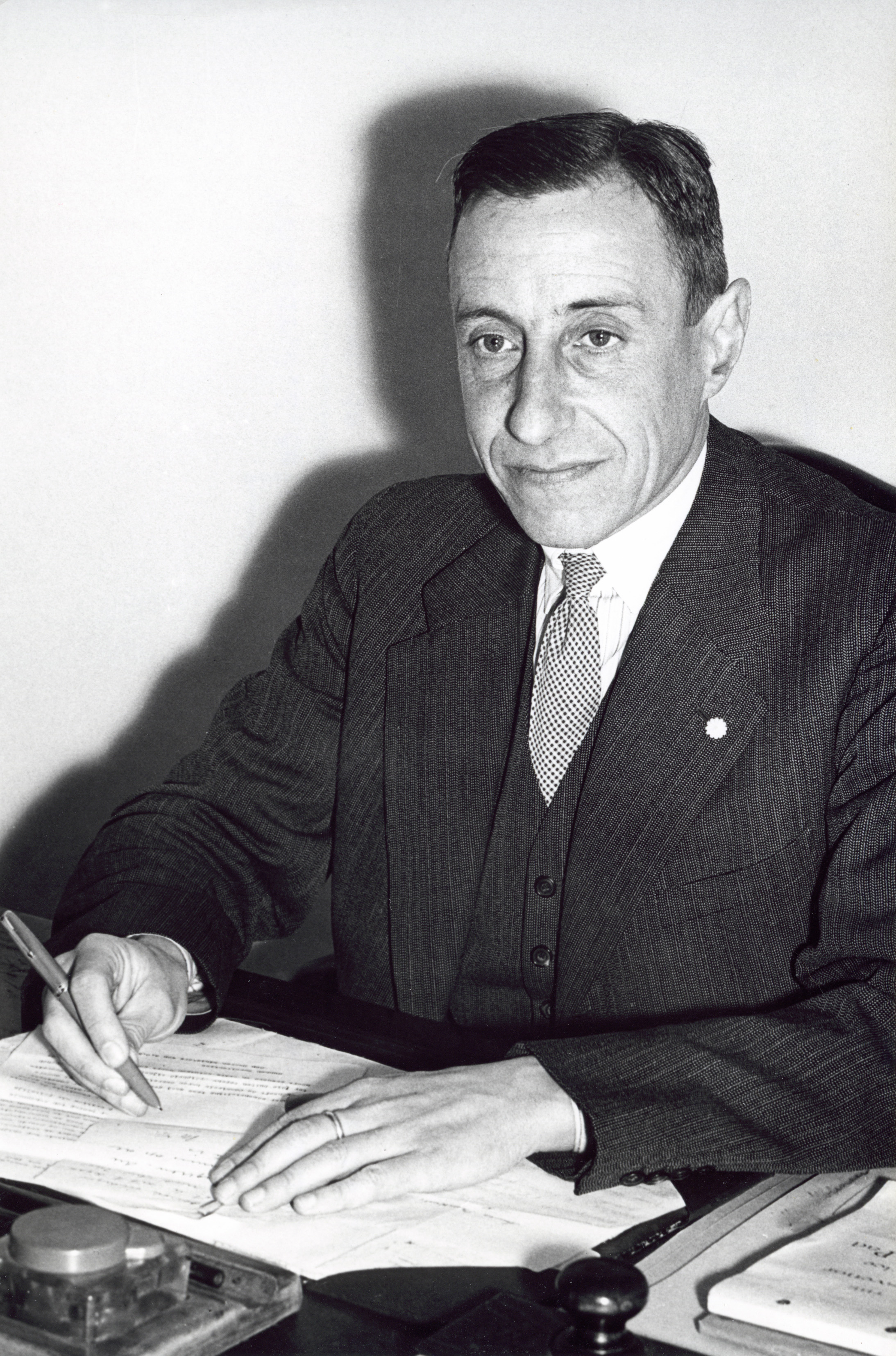
Jan de Quay
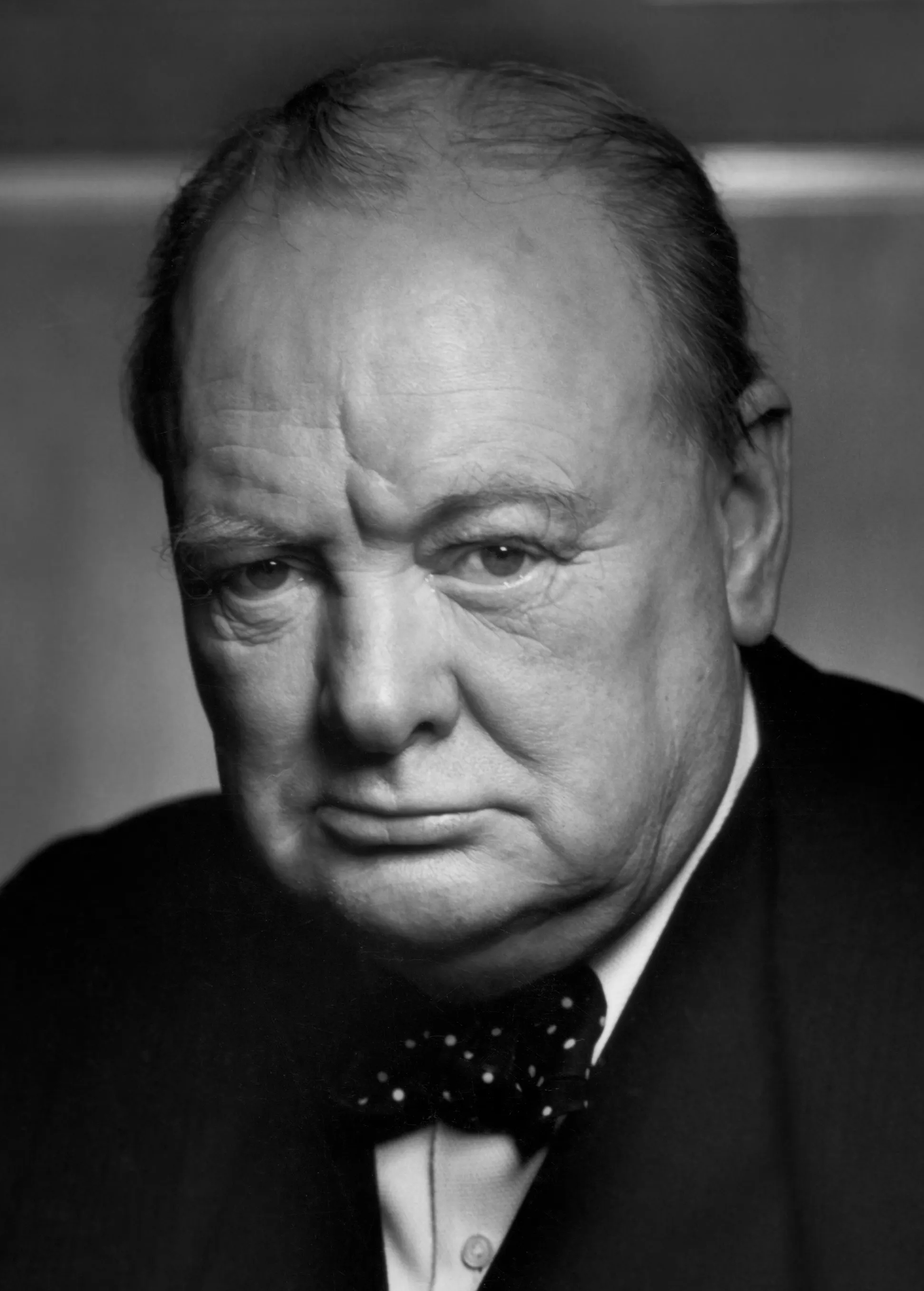
Winston Churchill

## Ontslag van De Geer

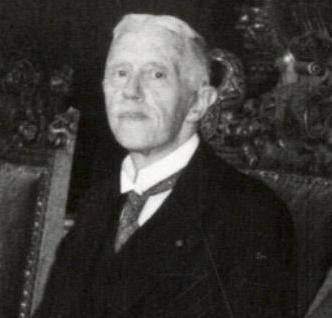
Dirk Jan de Geer

Wilhelmina bewerkstelligde in augustus 1940 het ontslag van minister-president De Geer. De Geer was een politicus met veel politieke ervaring, maar bleek niet opgewassen tegen zijn taak tijdens en na de Duitse aanval op Nederland. De enquêtecommissie oordeelde na de oorlog dat hij geen begrip bleek te hebben voor de manier waarop door het nationaalsocialisme oorlog werd gevoerd en noemde zijn manier van handelen onjuist. Zo riep hij op 20 mei 1940 in een radiotoespraak ambtenaren op om samen te werken met de tegenstander, vijand klonk naar zijn mening te negatief, om zo diens achting te verkrijgen. Tijdens het kabinetsberaad was hij tegen maatregelen om Nederlandse tegoeden in het buitenland uit handen van de Duitsers te houden en dreigde met aftreden als het kabinet niet zou besluiten om vredesonderhandelingen te openen. Ten slotte wilde hij op vakantie naar Zwitserland, waar hij een makkelijke prooi zou zijn geweest voor de Duitsers.
Wilhelmina bezat niet de daadwerkelijke bevoegdheid hem te ontslaan. Daarvoor had zij de steun van de ministerraad nodig. De Geer gaf na een korte discussie toe en nam zogenaamd om gezondheidsredenen ontslag. De gang van zaken kon pas na de oorlog door het parlement geratificeerd worden. Door dit besluit werd Nederlands-Indië - anders dan Frans Indo-China - niet zonder meer aan Japan uitgeleverd. Ook de Nederlandse handels- en oorlogsvloot bleef aan de kant van de Britten.
Wilhelmina benoemde op 28 augustus 1940 Gerbrandy tot formateur. Gerbrandy werd door die functie te accepteren ministerieel verantwoordelijk voor de gang van zaken en vroeg De Geer tot diens teleurstelling niet als minister van Financiën in het nieuwe kabinet. Daarop werd De Geer naar Nederlands-Indië gestuurd, maar aangekomen in neutraal Portugal, ging hij zonder toestemming van de regering terug naar Nederland, waar hij in februari 1941 arriveerde, na een tussenstop in Berlijn, om met de bezetters te spreken.

## Ontslag van minister Dijxhoorn

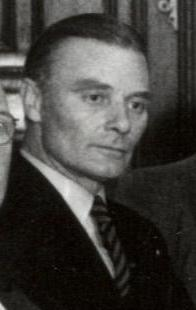
Adriaan Dijxhoorn

De minister van Defensie, Adriaan Dijxhoorn, was als partijloos minister toegetreden tot het kabinet De Geer. In Londen miste hij de steun van bekwame hoofdambtenaren en kwam hij niet besluitvaardig over op zijn omgeving. Wilhelmina had meer vertrouwen in admiraal Johan Furstner, zeker toen Dijxhoorn tegenover haar zijn beklag deed. Dijxhoorn raakte in een scherp conflict verwikkeld met de koningin over 'de terugkeer'. Dijxhoorn wilde na de bevrijding een voortzetting van de vooroorlogse situatie waarbij hij in de eerste periode na de 'bevrijding' de hoogste autoriteit zou zijn. Hij verwoordde dat in een nota naar Gerbrandy en Wilhelmina.
Wilhelmina wilde noch terug naar de toestand van mei 1940, noch Dijxhoorn als hoogste autoriteit. Zij wilde vernieuwing en had prins Bernhard in gedachten voor die functie. Zij zette Dijxhoorn in een gesprek dusdanig onder druk dat hij ontslag nam. Zij belastte op 1 juli 1941 Gerbrandy met de reconstructie van het kabinet, wat resulteerde in het tweede kabinet-Gerbrandy. Het ministerie van Defensie werd gesplitst in twee ministeries, Oorlog en Marine. Wilhelmina beëdigde op 27 juli 1941 Furstner als minister van Marine. Hendrik van Boeijen werd minister van Oorlog en als zodanig opgevolgd door Otto Cornelis Adriaan van Lidth de Jeude.

## Bezoek aan de Verenigde Staten en de verhouding met Nederlands-Indië

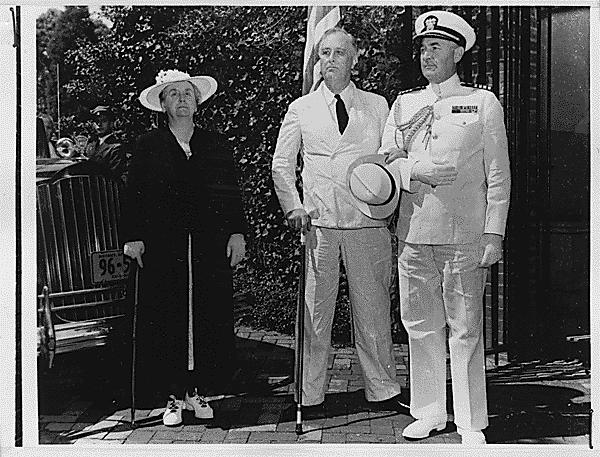
Franklin D. Roosevelt en koningin Wilhelmina tijdens het bezoek aan de VS

In juli en augustus van 1942 bezocht koningin Wilhelmina de Verenigde Staten, waarbij zij vergezeld werd door minister Van Kleffens. Tijdens dat bezoek had zij een aantal gesprekken met president Franklin D. Roosevelt met wie zij een goede persoonlijke band opbouwde en probeerde zaken aan de orde te stellen als de toekomstige vrede, internationale veiligheid en naoorlogse hulp aan Nederland. Roosevelt ging daar niet direct op in, maar benadrukte de Amerikaanse afkeer van kolonialisme. Publicitair was het bezoek wel een succes en zij had een aantal ontmoetingen met de Amerikaanse media.
Op 5 augustus 1942 sprak Wilhelmina het Amerikaans Congres toe. In deze toespraak vertelde zij dat Nederland met Amerika zou vechten tegen de Duitsers en de Japanners. Zij zegde de levering van bauxiet vanuit Suriname en olieproducten vanuit Curaçao toe. Voor de geallieerde oorlogsindustrie waren deze grondstoffen erg waardevol. In Suriname was ter bescherming van de bauxietmijnen tijdelijk sinds november 1941 een Amerikaans garnizoen gelegerd. Ook kwam er een Amerikaans garnizoen op Curaçao en Aruba.
Als gevolg van Amerikaanse druk kondigde zij in een radiorede op 6 december 1942 hervorming in de verhoudingen met de andere rijksdelen aan. Dit om aan de in Nederlands-Indië, maar ook in Suriname levende wens naar grotere zelfstandigheid tegemoet te komen. Een rijksconferentie, samengesteld uit vertegenwoordigers van Nederland, Nederlands-Indië, Nederlandse Antillen en Suriname, zou aan een 'ronde tafel' adviezen moeten opstellen voor een nieuwe structuur van het koninkrijk. Deze structuur voorzag in het behoud van het rijksverband, maar ook in interne zelfstandigheid van de rijksdelen. Voor verschil van behandeling op grond van ras of landaard zou geen plaats zijn.

## Diplomatieke betrekkingen met Heilige Stoel en Sovjet-Unie

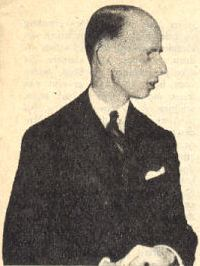
Minister Van Kleffens dreigde met aftreden.

In november 1925 was het eerste kabinet Colijn tijdens de Nacht van Kersten gevallen op het gezantschap bij de Heilige Stoel, dat daarmee ook beëindigd werd. Er bleef wel nog een pauselijke vertegenwoordiger in Den Haag. De politieke verstandhoudingen tussen de RKSP en CHU waren door deze kwestie verstoord geraakt.
Het aanzien van de regering in ballingschap was gebaat met internationale erkenning. Via een gezantschap bij de Heilige Stoel kon men contacten onderhouden met landen, waarmee geen rechtstreeks diplomatiek contact mogelijk was. Op voorspraak van Gerbrandy en Van Kleffens was het kabinet voorstander van een gezantschap bij de Heilige Stoel. Zij werden daarin gesteund door de Verenigde Staten die een tegenwicht wilden voor een Japans gezantschap. In eerste instantie hield de paus de boot af. Daarnaast was er een praktisch probleem. Er was Italiaanse toestemming nodig om naar Rome te reizen. Toen deze problemen waren opgelost, was er de koningin. Van Kleffens en Gerbrandy ondervonden "onwil en krachtigen tegenstand" van Wilhelmina. Zij wilde weten of een dergelijke stap op steun in het bezette Nederland zou kunnen rekenen. Het gezantschap was immers door een parlementaire meerderheid beëindigd. Nadat eerst Van Kleffens en daarna het hele kabinet met ontslag had gedreigd, ging Wilhelmina overstag.

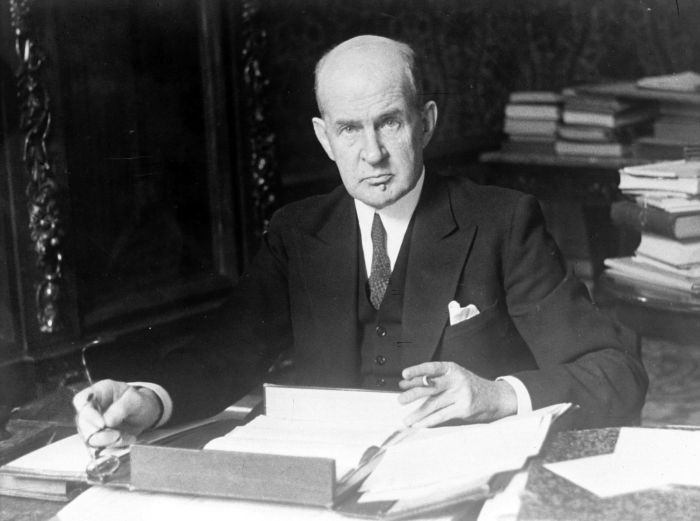
minister De Graeff

Ook bij het aanknopen van diplomatieke betrekkingen met de Sovjet-Unie speelde iets soortgelijks. Hoewel er een uitgebreide handel was tussen Nederland en de Sovjet-Unie waren er nooit diplomatieke betrekkingen aangegaan. Volgens de toenmalige minister van buitenlandse zaken minister Andries Cornelis Dirk de Graeff had Wilhelmina in 1925 een handelsovereenkomst tegengehouden. Reden was dat Wilhelmina verre familie was van de vermoorde tsaar Nicolaas II. "U kan erkennen zoveel u wil, als u maar niet denkt dat ik de gezant van Rusland zal ontvangen!", had zij De Graeff laten weten. In werkelijkheid viel de zaak onder de ministeriële verantwoordelijkheid en was bij de politieke elite van dat moment weerzin tegen het aangaan van diplomatieke betrekkingen.
Nederland had ook tegen een lidmaatschap van de Sovjet-Unie aan de Volkerenbond gestemd. Na de aanval van Hitler op de Sovjet-Unie gaf Wilhelmina's toespraak van 24 juni 1941 ruimte. Door de Britten en later de Amerikanen werd druk op de regering uitgeoefend om tot erkenning over te gaan. De regering voelde daar in eerste instantie niets voor, maar na het mislukken van de Duitse aanval op Moskou en de Japanse aanval op Pearl Harbor in december 1941, werd duidelijk dat de Sovjet-Unie een te waardevolle bondgenoot was. Wilhelmina wilde de Russische delegatie beperkt houden, maar ging overstag toen berichten in de Zweedse pers verschenen dat door de Duitsers honderdduizenden Nederlanders naar Wit-Rusland zouden worden gedeporteerd. Repatriëring zou zonder diplomatieke banden erg moeilijk worden. Volgens Van Kleffens waren haar woorden: "vooruit dan maar".

## Ontslag van minister Van Angeren

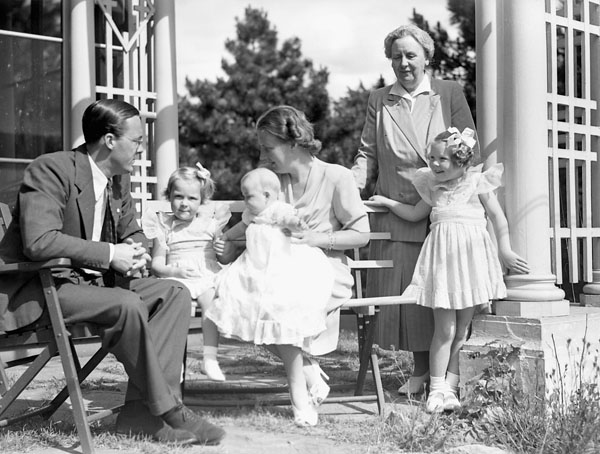
Met haar dochter prinses Juliana, haar schoonzoon prins Bernhard van Lippe-Biesterfeld en kleinkinderen in Ottawa, Canada, 1943. Ter gelegenheid van de doop van prinses Margriet.

Wilhelmina weigerde in 1943 en 1944 het door minister Johannes van Angeren opgestelde ontwerp Buitengewoon Politiebesluit te ondertekenen. Van Angeren trad daarop af. Zij ondersteunde het voorstel dat alle politiezorg rijkspolitiezorg zou worden, maar het concept-besluit als geheel wees zij af omdat dit naar haar mening een zaak was die na de bevrijding door een nieuwe regering geregeld zou moeten worden. Er was steun voor haar standpunt bij de Buitengewone Raad van Advies, een soort plaatsvervangend parlement.
Bij de begrafenis van twee bij een vliegtuigbom in South Mimms omgekomen marechaussees kwam het tot een pijnlijk incident. Zowel de koningin als Van Angeren waren bij de begrafenis aanwezig. Hij werd door de koningin publiekelijk genegeerd. Nog erger werd het toen Wilhelmina, in een gesprek over het politiebesluit, zei dat zij geen roomse dictatuur zou accepteren. Van Angeren was rooms-katholiek en lid van de RKSP. In een vervolggesprek zei Wilhelmina na uitgebreid haar bewondering uitgesproken te hebben voor het rooms-katholieke verzet: U ziet, ik ben niet anti-rooms en van enig conflict met u kan niet worden gezegd dat het mijnerzijds antipapisme is. Maar voor Van Angeren was de maat vol. Hij diende zijn ontslag in als minister en keerde terug als secretaris-generaal.

## De benoeming van prins Bernhard tot opperbevelhebber van de Nederlandse Strijdkrachten.

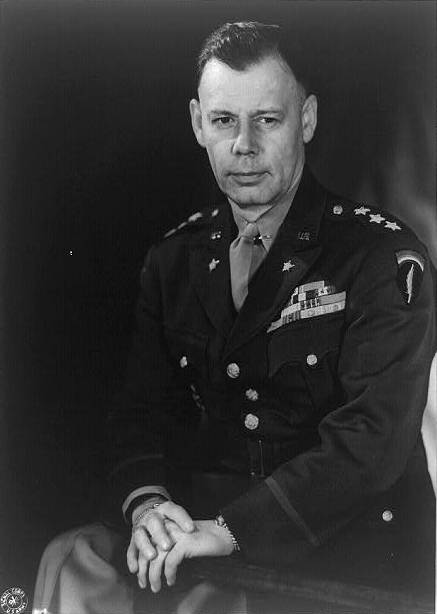
Walter Bedell Smith

Wilhelmina wilde graag dat prins Bernhard benoemd zou worden tot opperbevelhebber van de Nederlandse Strijdkrachten. Bernhard wilde zich “nuttig” maken en Wilhelmina zou op die manier invloed verwerven. Bernhard zou als opperbevelhebber het Militair Gezag in Nederland onder zijn bevel krijgen. Omdat de frontlinie in het najaar van 1944 midden door Nederland liep, berustte het gezag in bevrijd Nederland bij het Militair Gezag. In eerste instantie stuitte de benoeming op een weigering van Eisenhower, Bernhard was niet militair geschoold en had geen ervaring als militair. In november 1944 wist Bernhard echter toestemming van de chef staf van Eisenhower Bedell Smith te krijgen.
Op 28 november 1944 stuurde Wilhelmina een brief naar het kabinet met de mededeling dat zij de benoeming van prins Bernhard als opperbevelhebber per 1 december op prijs zou stellen. Van Lidth de Jeude voelde zich overvallen en sprak van een “zonderlinge boodschap” en ‘hals-over-kop methoden’. Hij liet Wilhelmina, gesteund door het kabinet, weten dat ‘De realiteit van het ogenblik dwingt de hier aanwezige ministers tot de conclusie dat nu zulk een benoeming Uwe Majesteit met de meeste ernst dient te worden ontraden.
Het kabinet zat niet op een grotere invloed van Wilhelmina te wachten en verwachtte dat de opperbevelhebber mogelijk vuile handen zou moeten maken waardoor de prins beschadigd zou kunnen worden. Gerbrandy verklaarde in 1956 dat de affaire tot een vreselijke ruzie met de koningin had geleid. Maar de benoeming van Bernhard ging niet door.

## De vernieuwing en ruzie met Gerbrandy

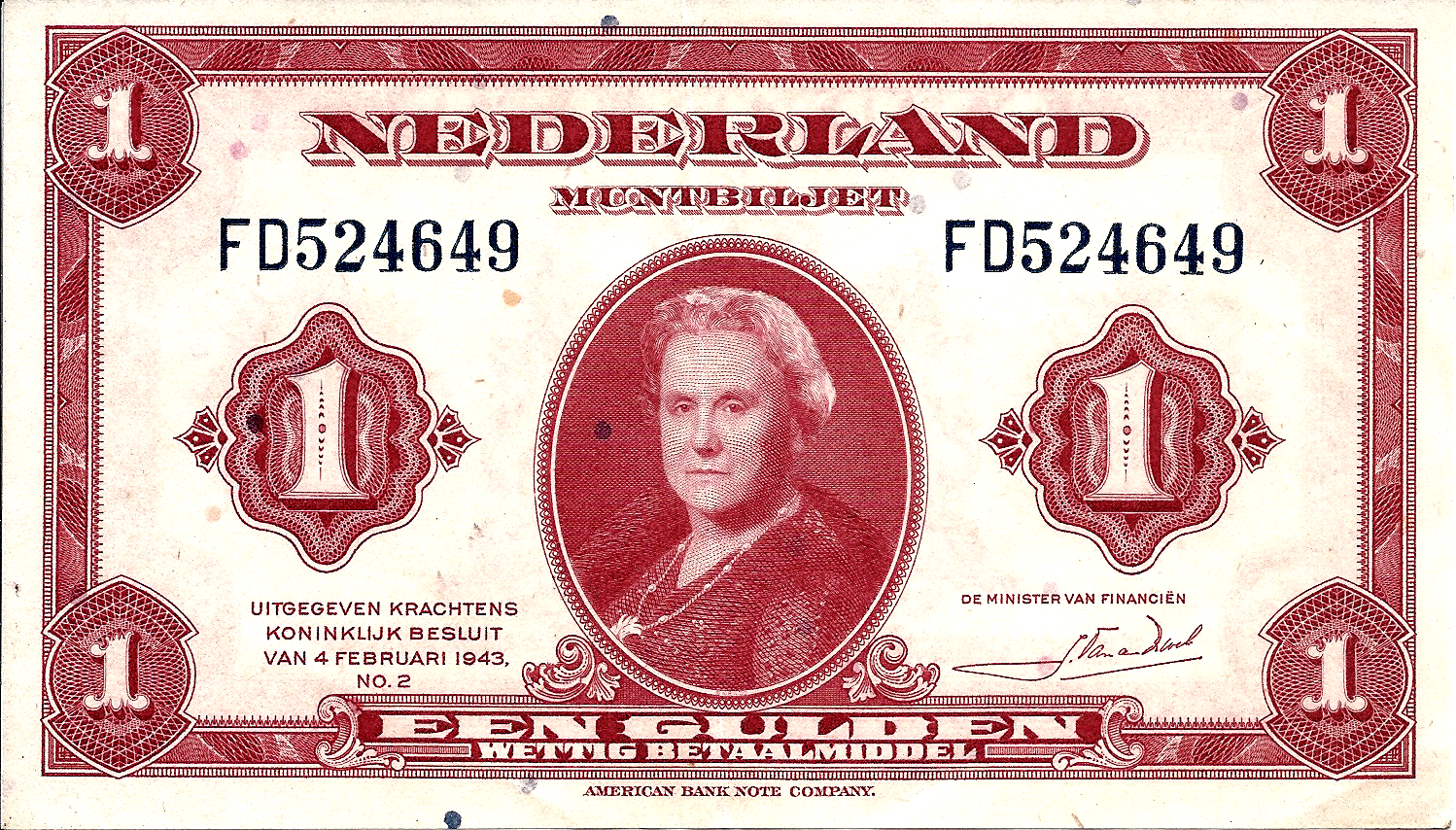
In de Verenigde Staten gedrukte gulden met de beeltenis van Wilhelmina

Tijdens haar verblijf in Londen ontwikkelde Wilhelmina denkbeelden over de vernieuwing van het staatkundig en maatschappelijk leven in Nederland na de bevrijding. Zij wilde eigenhandig en 'naar welgevallen' een koninklijk kabinet samenstellen, dat zonder controle van de Staten-Generaal drie jaar zou regeren. Daarna zou door een grondwetswijziging de positie van het staatshoofd versterkt moeten worden. Eventueel zou het parlementaire stelsel in afgezwakte vorm kunnen terugkeren, maar in geen geval mochten de 'oude partijen' terugkomen met 'nieuwe voorgevels'.
Haar ideeën waren, volgens historicus Cees Fasseur, te vergelijken met die van Charles de Gaulle. Zo weigerde zij in 1944 het ontwerp-Besluit Tijdelijke Voorziening Staten-Generaal te ondertekenen. Dit zorgde voor hevige ruzie met Gerbrandy.
Nadat Gerbrandy bot had gevangen bij Wilhelmina, besprak Van Heuven Goedhart het voorstel met haar. Wilhelmina liet duidelijk weten dat zij pas een beslissing wilde nemen na raadpleging van 'Bezet Nederland'. Ze was niet onder de indruk van een mogelijke kabinetscrisis. Het gesprek verliep in een dusdanig slechte sfeer dat Van Heuven Goedhart in de ministerraad de vraag stelde of de koningin "helemaal normaal" was.
Van Heuven Goedhart stond niet alleen, zijn collega’s hadden soortgelijke ervaringen.

## Pervetine

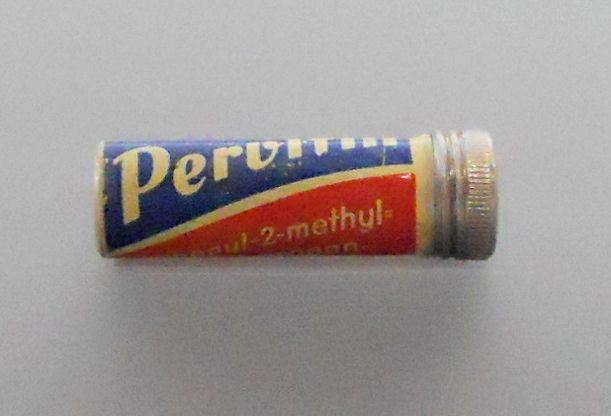
Verpakking van Pervetine uit WO II

Het gedrag van Wilhelmina zou verklaard kunnen worden door het gebruik van pervetine. Volgens historicus Gerard Aalders kreeg ze het mogelijk voorgeschreven om vermoeidheid tegen te gaan. In de Tweede Wereldoorlog werd pervetine veel gebruikt als medicijn. Het middel staat tegenwoordig bekend als 'Crystal Meth'. De gebruiker krijgt een groter uithoudingsvermogen, maar heeft ook minder last van remmingen.

## Het ontstaan van Gerbrandy III

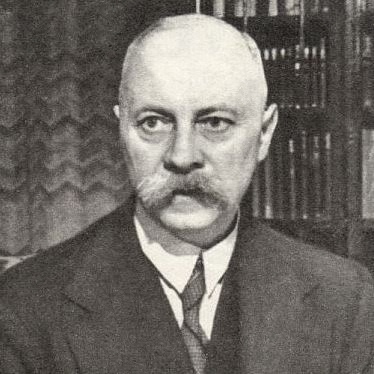
Pieter Sjoerds Gerbrandy

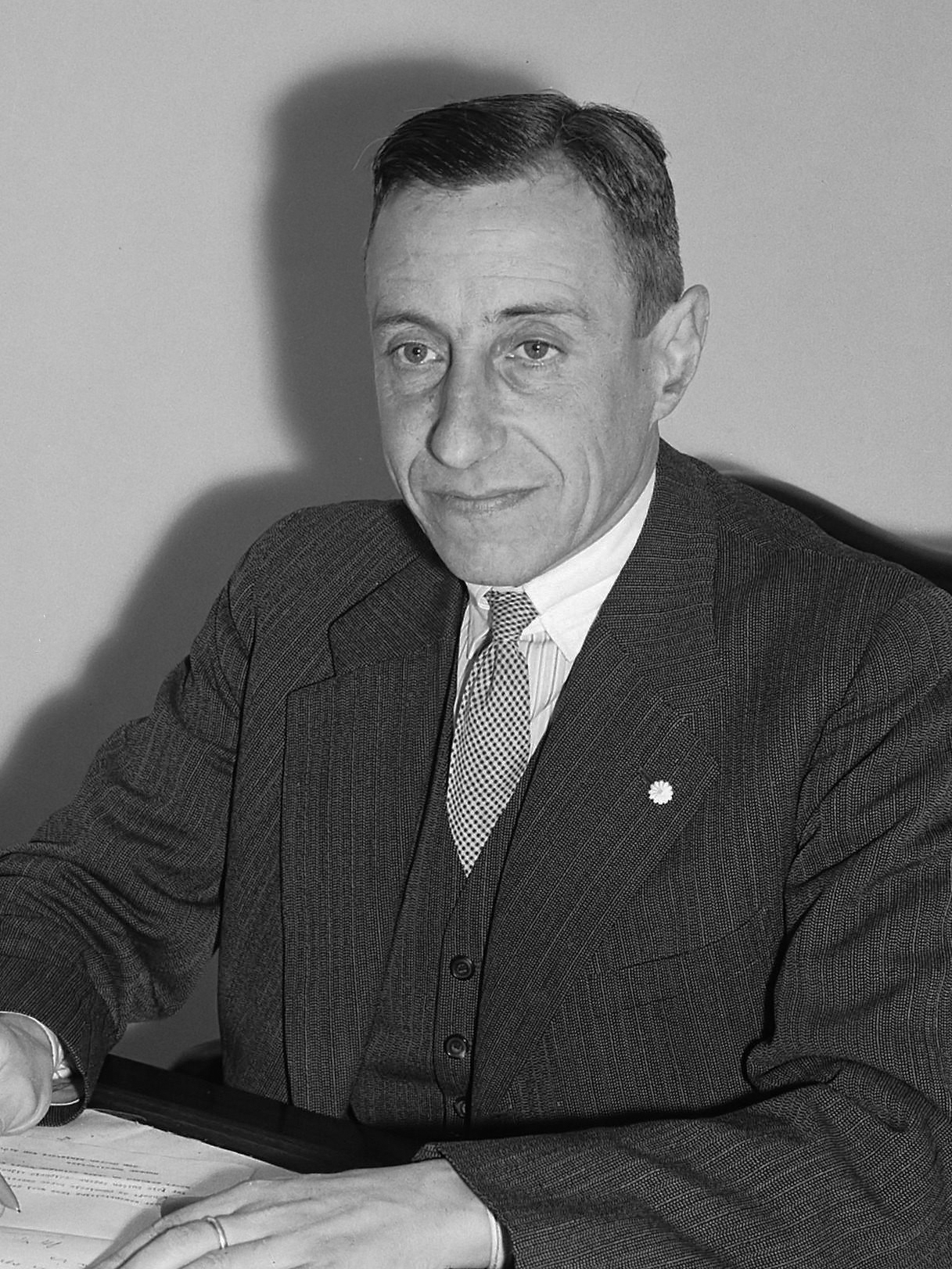
Jan de Quay in 1945

Het kabinet Gerbrandy II diende op 30 januari 1945 zijn ontslag in. De oorzaak lag in een reeks conflicten met Wilhelmina, generaal Hendrik Johan Kruls en een aantal interne ruzies. De gezondheidstoestand van een aantal ministers liet ook te wensen over. Omdat Gerbrandy Jaap Burger had ontslagen zonder het kabinet te raadplegen, boden de andere SDAP-ministers hun ontslag aan. Gerrit Jan van Heuven Goedhart had al eerder zijn ontslag aangeboden. In totaal hadden zeven ministers hun ontslag aangeboden of ermee gedreigd.
Wilhelmina had, zonder het kabinet daarover te informeren, na de bevrijding van Zuid-Nederland contact gezocht met een aantal prominenten, onder wie Frits Philips, Jan de Quay en Louis Beel, om over de vernieuwing van het naoorlogse Nederland te praten. Op 1, 2 en 3 februari belegde Wilhelmina met een grote delegatie uit Zuid-Nederland onder leiding van Beel een conferentie over dat onderwerp.
De verstandhouding met Gerbrandy was zo slecht geworden dat zij De Quay en Van Kleffens als formateur vroeg. Beiden weigerden. Ze kon niet anders dan Gerbrandy opnieuw vragen. Hij kreeg de opdracht "naar een in wezen nieuw kabinet door opname van door u uit het zuiden van Nederland te kiezen frisse figuren te formeren". Gerbrandy deed dit met tegenzin: Die beroerde koningin heeft me de boel verpest. Ik was innerlijk des duivels op haar. Het kabinet-Gerbrandy III trad op 23 februari 1945 aan om na de bevrijding onmiddellijk af te treden.
Het laatste kwam voort uit een afspraak die met de koningin was gemaakt en verklaart de ergernis van Gerbrandy. Omdat het nieuwe kabinet veel nieuwelingen bevatte, kwam het in de korte periode van zijn bestaan niet veel verder dan inwerken.
Het nieuwe Kabinet-Schermerhorn-Drees ging over tot het instellen van een noodparlement volgens de voorstellen van Gerbrandy II. De teleurstelling hierover, de in haar ogen te milde behandeling van collaborateurs en haar slechte gezondheid leidden tot Wilhelmina's troonsafstand in 1948.

## Staatkundige aspecten
Tijdens de Tweede Wereldoorlog maakte de Koning geen deel uit van de regering. Wel had Wilhelmina tijdens de Nederlandse mobilisatie deel uitgemaakt van het kernkabinet. Wilhelmina ontving geen verslagen van de ministerraad. Slechts bij één gelegenheid hebben koningin en ministerraad gezamenlijk vergaderd, op 15 mei 1940 in de tuin van Buckingham Palace.
Vanuit parlementair oogpunt werkte Wilhelmina in een schemergebied. Er was geen parlement of rechterlijke macht die de besluiten van de regering kon toetsen. Er moest geregeerd worden door middel van koninklijke besluiten. Omdat Wilhelmina, samen met de betrokken minister elk koninklijk besluit moest ondertekenen, gaf haar dat de facto een vetorecht. Volgens majoor Charles van Houten zei Wilhelmina bij een conflict met de regering in april '44: ‘Het is wél een voordeel, dat ik alles eerst moet tekenen - dit is voor mij een zeer nuttig wapen!’ Aan Juliana schreef Wilhelmina: "Gelukkig heb ik geen parlement om mij te hinderen"
De positie van Wilhelmina werd behalve door het ontbreken van een parlement versterkt doordat het kabinet De Geer II een extra-parlementair kabinet was. Het had een losse binding met de fracties in de Tweede Kamer. Een aantal ministers was niet gebonden aan een partij en er was dus geen Tweede-Kamerfractie namens wie zij konden spreken.
Omdat de kabinetten onder Gerbrandy koninklijke kabinetten waren, waarvan de ministers door de koningin, in overleg met Gerbrandy, waren benoemd zonder parlementaire goedkeuring, werd haar positie tegenover individuele ministers alleen maar sterker. Ten slotte liep de zittingstermijn van de Tweede Kamer in 1941 af en waren er onder normale omstandigheden Tweede Kamerverkiezingen gehouden met als logisch gevolg de formatie van een nieuw Kabinet.
Wilhelmina dacht via contacten met Engelandvaarders te weten wat het Nederlandse volk wilde. Zij kon tenslotte bogen op een ervaring van meer dan 40 jaar koningschap. In 1938 had zij al willen aftreden. Historicus Cees Fasseur vraagt zich dan ook af of zij niet te lang koningin is gebleven.
Om de situatie werkbaar te houden, maakten Wilhelmina en Gerbrandy in 1943 drie afspraken die door het kabinet werden bekrachtigd:
- Het recht van Hare Majesteit de Koningin om, wanneer in bepaalde omstandigheden het landsbelang aftreden van kabinet of van ministers eist, daartoe het nodige te doen, wordt onverkort erkend.
- Het kabinet als zodanig krijgt de gelegenheid zijn zaken in Nederland aan opvolgers over te dragen met redelijke waarborg van niet-onderbreking van het regeringsbeleid.
- De voorbereiding van noodzakelijke regelingen wordt krachtig voortgezet.[84]

## Verblijf in Engeland

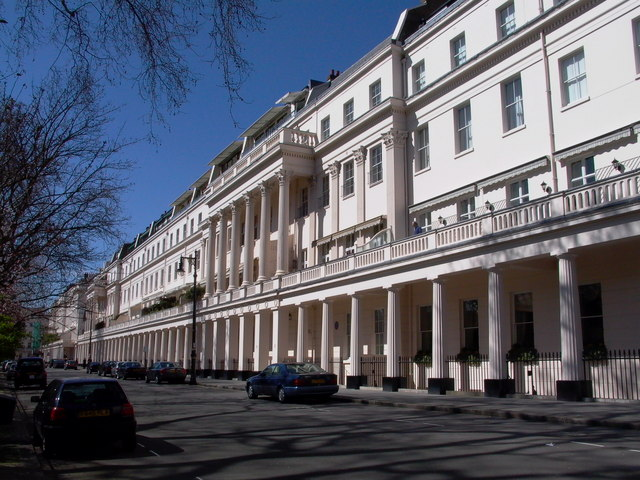
Eaton Square in Londen waar koningin Wilhelmina verbleef.

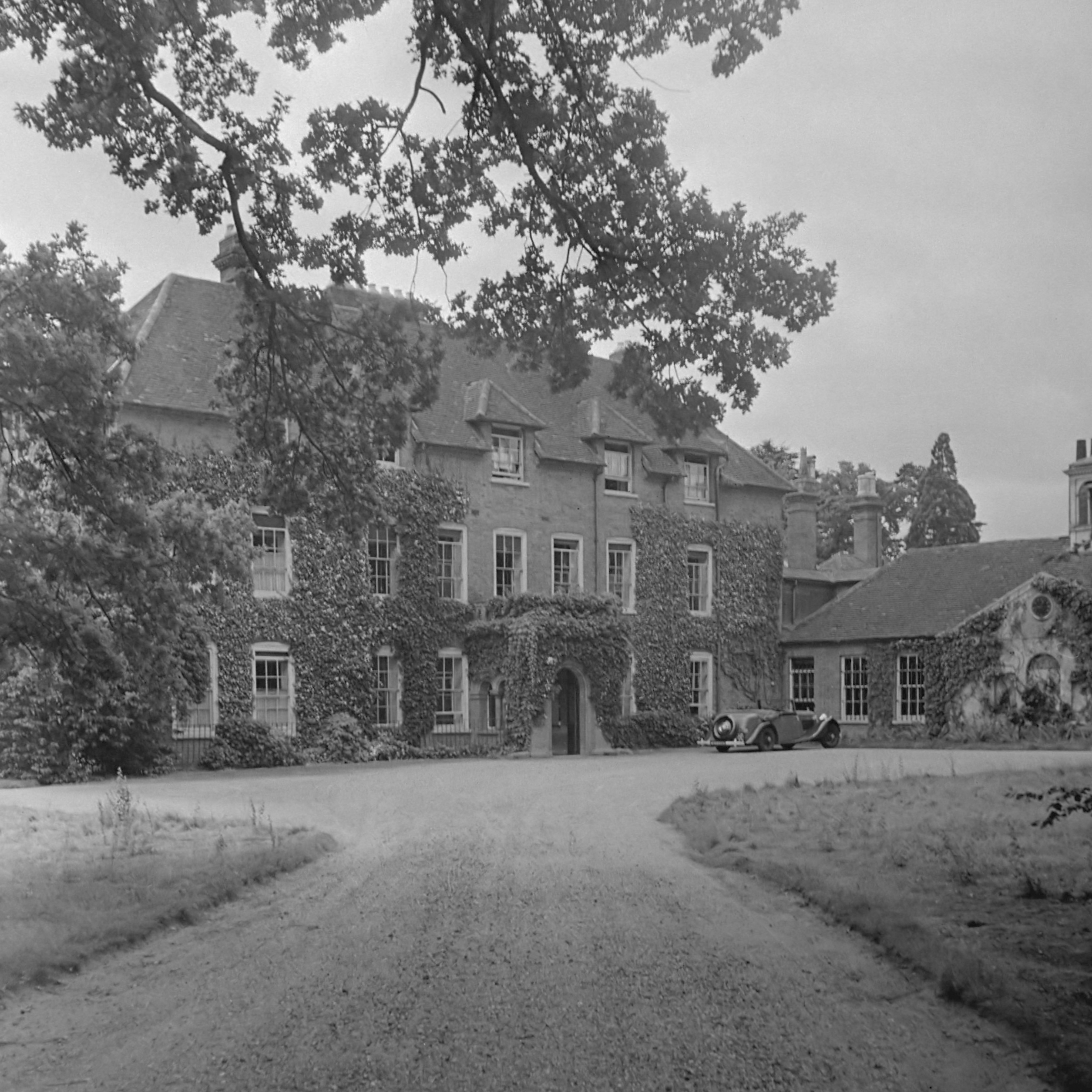
Stubbings House (1944)

Het verblijf in Engeland was voor Wilhelmina op veel punten een verandering ten opzichte van haar leven in Nederland.
- Zij kon door het ontbreken van de parlementaire controle een veel grotere invloed uitoefenen op het kabinetsbeleid.
- Er was beter contact mogelijk met mensen van buiten haar hofhouding. Vooral Engelandvaarders hadden haar persoonlijke belangstelling.
- Het strenge hofprotocol ontbrak.

De belangrijkste mensen uit haar staf waren Frans Beelaerts van Blokland, George van Tets van Goudriaan, François van 't Sant en mevrouw Verbrugge van 's-Graven deel-Prisse als hofdame. Spaarzame informatie over Nederland kreeg zij via de in Genève werkzame theoloog Willem Visser 't Hooft.
Tijdens de Slag om Engeland woonde Wilhelmina in Londen eerst op Eaton Square 82 en daarna enige maanden in "Roe Cottage", Priory Lane 134 (Roehampton). Omdat de situatie te gevaarlijk werd - zij bracht een aantal nachten door in een schuilkelder - verhuisde ze naar Stubbings House, buiten Londen, waar ze tot begin 1944 zou blijven wonen. Niet alleen woonde Wilhelmina dus op een zekere afstand van de ministerraad, maar het was ook moeilijk om vanuit Londen een juist beeld te krijgen van de situatie in Nederland. Berichten over de Jodenvervolging moeten toch tot haar zijn doorgedrongen.
Wilhelmina had in Stubbings last van de luchtverontreiniging veroorzaakt door industrie in de omgeving. Zij wilde ook graag kleiner gaan wonen. In februari 1944 verhuisde ze daarom naar South Mimms. Hier werd zij bijna het slachtoffer van een Duitse vliegtuigbom, die anderhalve meter naast het huis insloeg en twee marechaussees van de Brigade Objectbeveiliging doodde. Omdat het huis ernstig was beschadigd, verhuisde ze terug naar Stubbings House. Daar was de luchtverontreiniging niet verminderd, en dus werd uitgekeken naar een andere woning. Van april 1944 tot 3 mei 1945 woonde Wilhelmina in Laneswood te Mortimer. Wilhelmina werd regelmatig gezien in het dorp, terwijl ze schetsen van de omgeving maakte.

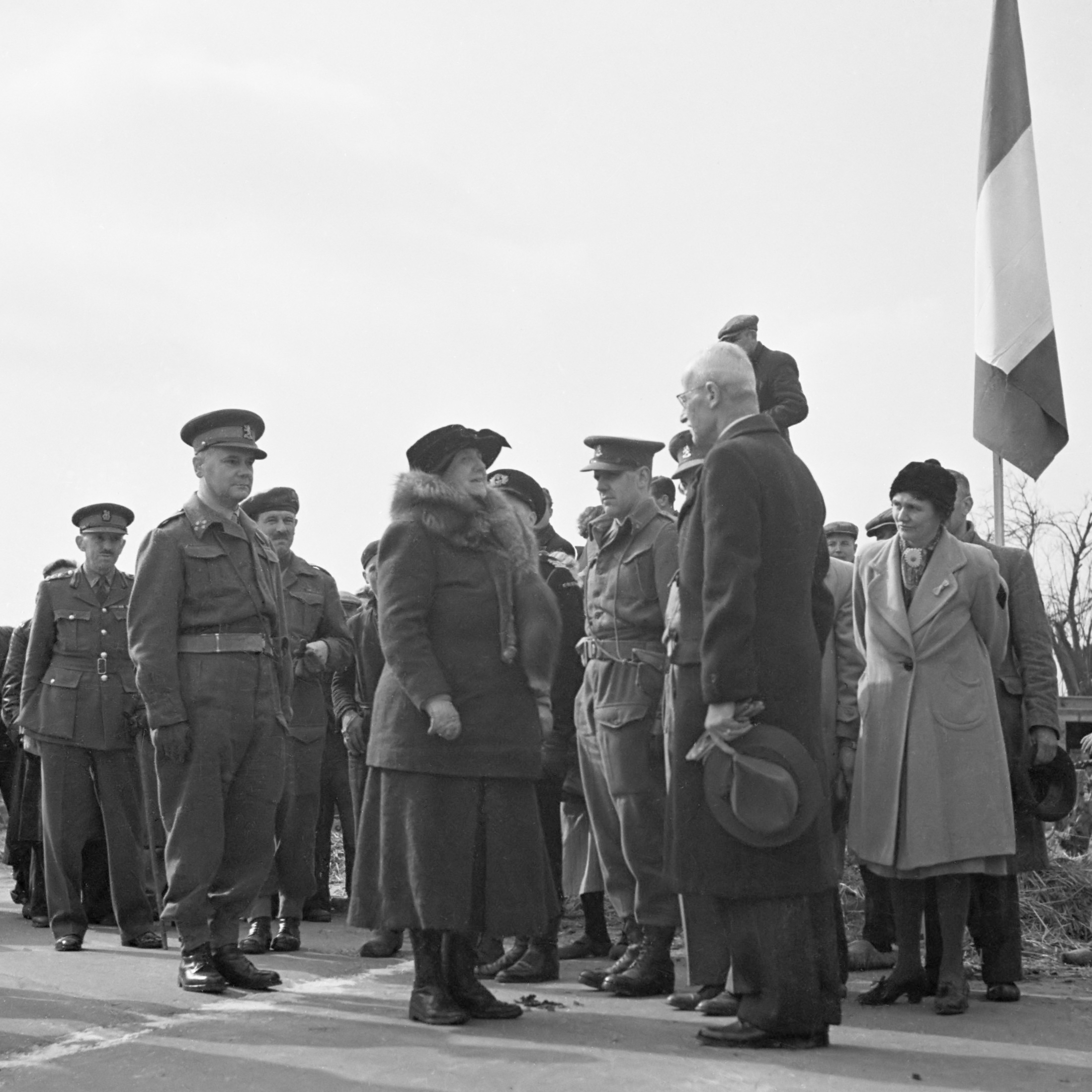
13 maart 1945: Wilhelmina passeert de met meel provisorisch getrokken landsgrens in Eede, Zeeuws-Vlaanderen

Op 13 maart 1945 bracht Wilhelmina een bezoek aan het bevrijde zuiden van Nederland. In mei kwam zij definitief naar Nederland. Aanvankelijk verbleef zij in het huis Anneville bij Breda.

## Beoordeling en discussies achteraf
De waardering over de rol van Wilhelmina in de Tweede Wereldoorlog is in de loop van de tijd aan verandering onderhevig geweest. Veel Nederlanders, met als meest prominente vertegenwoordiger de voormalige minister-president Hendrik Colijn, hebben haar verweten dat zij bij de Duitse inval het land verliet. Zij noemden de vlucht ongrondwettelijk en demoraliserend voor de achtergebleven bevolking.
Na de oorlog kreeg Wilhelmina lof voor haar rol in Londen. De historici Cees Fasseur en Loe de Jong zagen in haar vlucht de mogelijkheid het verzet tegen nazi-Duitsland voort te zetten, bijvoorbeeld door haar toespraken via Radio Oranje. Een argument daarbij was, dat de toenmalige regering verantwoordelijk was voor grotere gebieden dan alleen Nederland, namelijk ook voor het toenmalige Nederlands-Indië, Suriname en de Nederlandse Antillen, met voor de oorlogvoering belangrijke hulpbronnen als olie, rubber en bauxiet.
Vanaf 1997 is Wilhelmina onderwerp geworden van een discussie aangezwengeld door de historica Nanda van der Zee, waarbij in haar boek Om erger te voorkomen de vraag gesteld wordt of Wilhelmina wel actief genoeg tegen de Jodenvervolging heeft geprotesteerd. Zij sprak slechts enkele malen over het lot van de Joden via Radio Oranje. Op 4 mei 2020 liet koning Willem-Alexander zich tijdens de Nationale dodenherdenking, 75 jaar na de bevrijding, daar kritisch over uit. Hij had geconstateerd dat medeburgers in nood zich in de steek gelaten hadden gevoeld, ook door zijn overgrootmoeder.
Over een aantal aspecten bleven verschillen van inzicht bestaan. De Koning is in het Nederlandse bestel onschendbaar en de ministers zijn verantwoordelijk. Daarom heeft de parlementaire enquêtecommissie die het beleid van de regering in Londen in de oorlog heeft onderzocht, Wilhelmina niet gehoord. De enquêtecommissie heeft geen uitspraken over het functioneren of de meningen van de koningin gedaan. Volgens de enquêtecommissie was dit de taak van historici.

## Opvattingen van historici

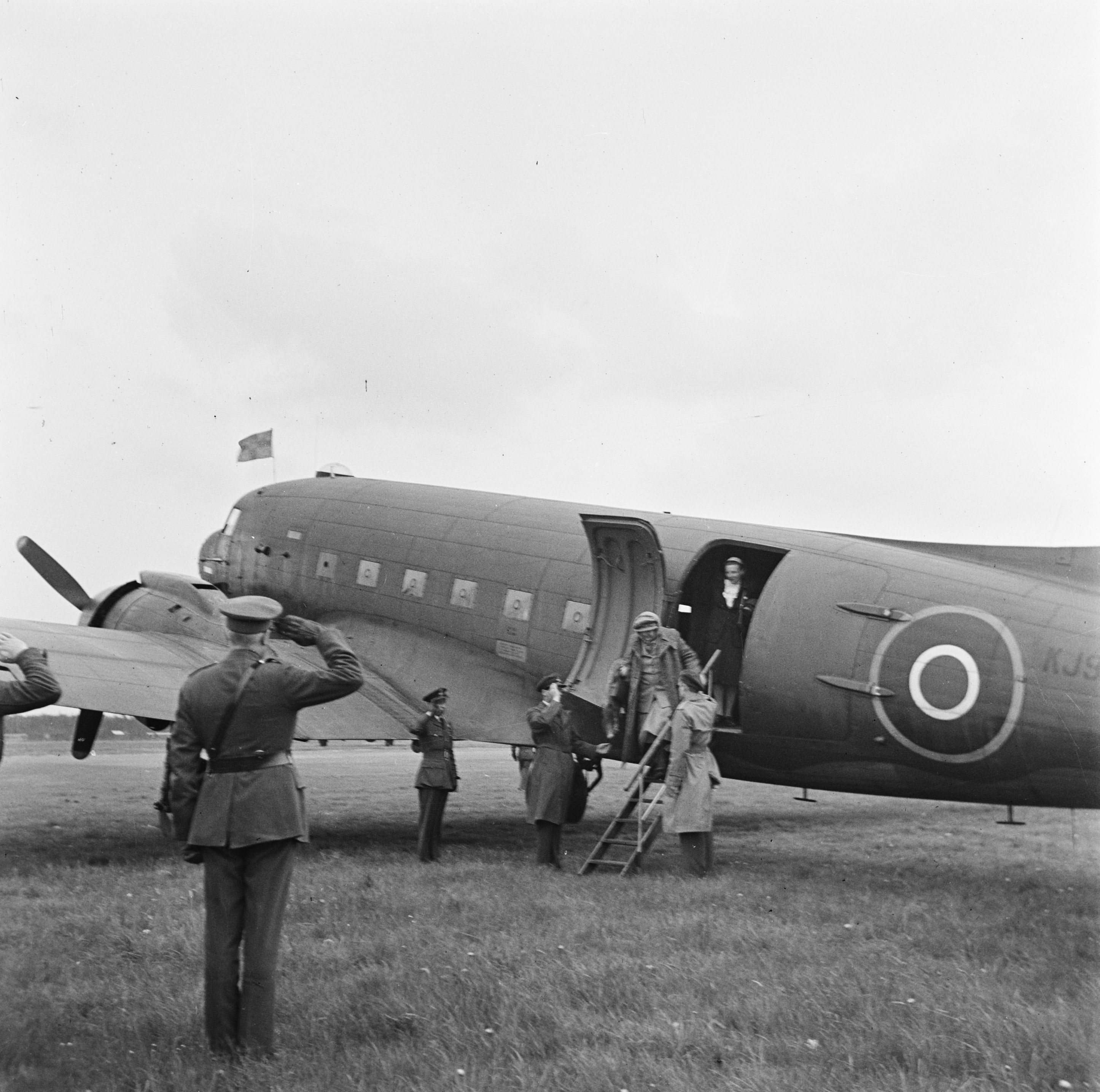
Aankomst van koningin Wilhelmina op Gilze-Rijen, 2 mei 1945.

- Loe de Jong, schrijver van de serie Het Koninkrijk der Nederlanden in de Tweede Wereldoorlog, was van mening, dat er in het voorjaar van 1940 drie belangrijke beslissingen zijn genomen: het ontslag van De Geer, de beslissing om in Londen te blijven en die om door te vechten. Naar de mening van De Jong speelde Wilhelmina hierbij een beslissende rol.[96] Kritisch is De Jong net als andere historici over het vermeende ongrondwettelijk gedrag van Wilhelmina In Londen. De koningin wenste een terugkeer naar de situatie zoals die bestond tijdens de regering van haar overgrootvader Willem I. Dat belastte de verstandhouding met het kabinet.[97]
- Nanda van der Zee schrijft in haar boek Om erger te voorkomen uit 1997 over de haars inziens verwijtbare rol die de Nederlandse elites, met aan de top Wilhelmina, zouden hebben gespeeld bij de vervolging van de Joden in Nederland. De belangrijkste stelling van Van der Zee is dat Wilhelmina's 'vlucht' naar Londen in strijd was met de Nederlandse Grondwet en Nederland opzadelde met een civiel Duits bestuur, met fatale gevolgen voor de Joodse bevolking. Verder verweet Van der Zee Wilhelmina, eenmaal in Londen, een passieve houding ten aanzien van haar Joodse onderdanen. Hoewel zij beschikte over diverse propagandistische middelen (Radio Oranje en pamflettenregens van de RAF) en hoewel ze door haar dochter in Canada diverse malen was geattendeerd op het lot van de mensen in de kampen, leek Wilhelmina geheel en al gepreoccupeerd met de restauratie van de monarchie.[10] Volgens van der Zee is het vertrek naar Zeeland, zoals Wilhelmina dat beschrijft fictie, in het leven geroepen en gehouden als afleidingsmanoeuvre, en wel naar aanleiding van een oorspronkelijk voorstel van generaal Winkelman, "die de gedachte niet kon aanvaarden dat een staatshoofd zijn land in de steek zou laten". In de Westerschelde lagen mijnenvelden zodat het onmogelijk was naar Zeeuws-Vlaanderen te varen.[98]
- Cees Fasseur heeft een viertal boeken over Wilhelmina geschreven. Fasseur geldt als dé biograaf van Wilhelmina. In grote lijnen volgt Fasseur de visie van De Jong. Omdat hij toegang had tot persoonlijke brieven van Wilhelmina aan haar dochter Juliana geven de boeken van Fasseur een persoonlijker beeld van Wilhelmina. Fasseur bestrijdt de visie van Nanda van der Zee. Naar zijn mening kon Wilhelmina in mei 1940 niet voorzien dat de Duitsers zouden overgaan tot de Holocaust. Die beslissing werd pas in 1942 genomen.[30][99]
- Jacques Presser stelt in zijn boek Ondergang: De vervolging en verdelging van het Nederlandse Jodendom 1940-1945 (deel I en II), 1965, geschreven in opdracht van het Rijksinstituut voor Oorlogsdocumentatie, dat er sprake is van een collectieve schuld (Hoofdstuk Londen). De Nederlandse regering was op de hoogte van de Holocaust of had dat kunnen zijn. Niemand verhief zijn stem. Hoewel Presser zijn kritiek met name richt op de ministers en ambtenaren in Londen, was Wilhelmina als staatshoofd ook iemand met veel invloed. De Nederlandse regering, inclusief Wilhelmina, had door de Nederlandse ambtenaren op te roepen niet mee te werken aan het oppakken en transporteren van Joden (mogelijk) mensenlevens kunnen redden.[100]
- J. Schaap, geen historicus, maakte een analyse van Wilhelmina's toespraken. Hij stelt in zijn boek Het recht om te waarschuwen, dat de koningin duidelijk wist hoe het koningshuis macht kon uitoefenen via de radio. Ze liet niet na het medium te gebruiken om haar eigen positie te verbeteren. Schaap: „Ze had meer aandacht voor de staatkundige vernieuwingen die ze na de oorlog wilde doorvoeren, dan voor de problematiek van de Jodenvervolging, terwijl ze daar wel van op de hoogte was.”[101] Schaap gaf aan dat zijn analyse geen afbreuk doet aan de rol die Wilhelmina in de oorlog had gespeeld.
- De historici Pim Griffioen en Ron Zeller deden vergelijkend onderzoek naar de Jodenvervolging in Frankrijk, België en Nederland. Naar hun mening was het vertrek van Wilhelmina niet in strijd met het toenmalige artikel 21 van de Nederlandse Grondwet. Zij verwijzen naar minister-president Charles Ruijs de Beerenbrouck, die in de jaren 20 stelde dat het artikel niet uitdrukkelijk in een tijdelijke verplaatsing van de regeringszetel hoefde te voorzien als gevolg van een oorlogssituatie. Daarnaast was bij het vertrek sprake van een gezagsoverdracht aan generaal Winkelman. Het hoge aantal Joodse slachtoffers in Nederland is volgens hen te wijten aan andere zaken dan de aanwezigheid van een militair of civiel bestuur.[102][103]

## Anekdotes over koningin Wilhelmina
Over koningin Wilhelmina doen de nodige verhalen de ronde, waaruit de standvastigheid van haar karakter blijkt, maar die soms ook van een zekere wereldvreemdheid getuigen. Toen premier De Geer zich volgens haar niet kritisch genoeg tegen het nazi-regime opstelde en zij hem wilde ontslaan, kwamen zijn ministers, door Wilhelmina het stel genoemd, dit goedpraten: Majesteit, hij is een oude man. En wat zal men er wel van denken in het bezette vaderland? Minister Welter voegde daaraan toe: Fortiter in re, suaviter in modo! (Krachtig wat de principes betreft, beheerst in de wijze van uitvoering). Hierop zei de koningin: "Ik ken geen Latijn, maar ik ken wel een goed Nederlands spreekwoord: zachte heelmeesters maken stinkende wonden". Zij drukte het ontslag van Dirk door.
Onder Nederlanders in Londen ging een humoristisch abc'tje rond dat als volgt eindigde: ‘De X is Xantippe, die moet hen allen wippen’. De X, dat was koningin Wilhelmina, die de ene na de andere minister uit het kabinet (of het oude mannenhuis, zoals Wilhelmina het kabinet ook wel noemde) gooide. Van de dertien ministers die in mei 1940 in Londen aankwamen, gingen er tien als ambteloos burger naar huis.
De verstandhouding tussen Wilhelmina en minister-president Gerbrandy verslechterde tijdens de oorlog. Gerbrandy nam altijd zijn paraplu mee als hij bij Wilhelmina verwacht werd: "Om de onweersbui op te vangen." Nadat een gesprek totaal uit de hand was gelopen, vroeg een hofdame bij het volgende bezoek van Gerbrandy "of het gesprek net zo prettig zou verlopen als de vorige keer". Wilhelmina liet regelmatig weten "niet meer met dat mannetje te willen praten."
Op bezoek bij haar dochter in Canada stelde zij haar Canadese gastheren die haar kwamen ophalen, gerust met de woorden: "Doet u alstublieft gewoon, net alsof ik geen koningin ben", maar bij het eerste verkeerslicht dat op rood sprong en waar naar haar mening te lang moest worden gewacht: "Rijdt u nu maar gewoon door, ik ben immers de koningin."

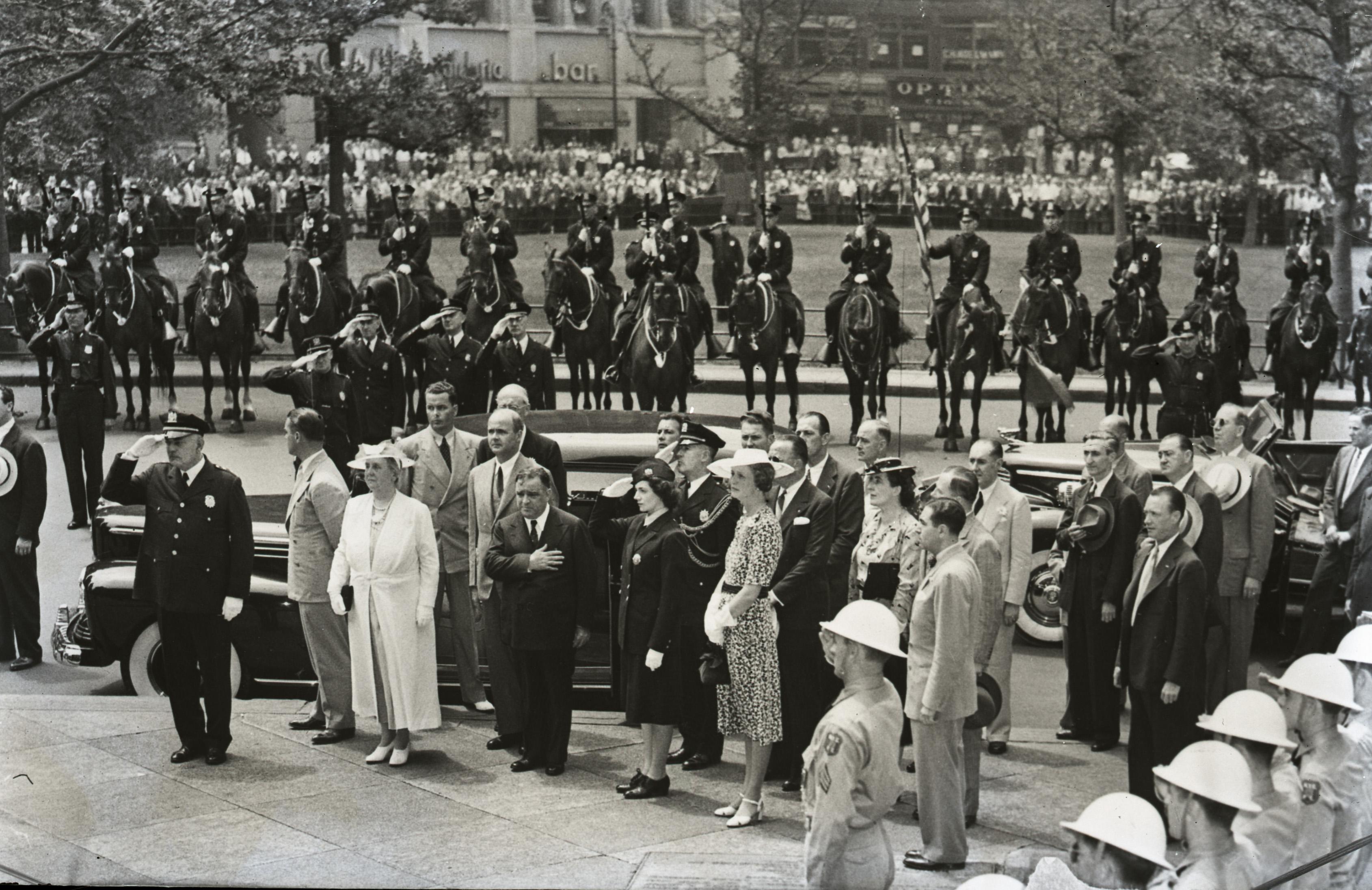
Bezoek op 11 juli 1942 aan New York.
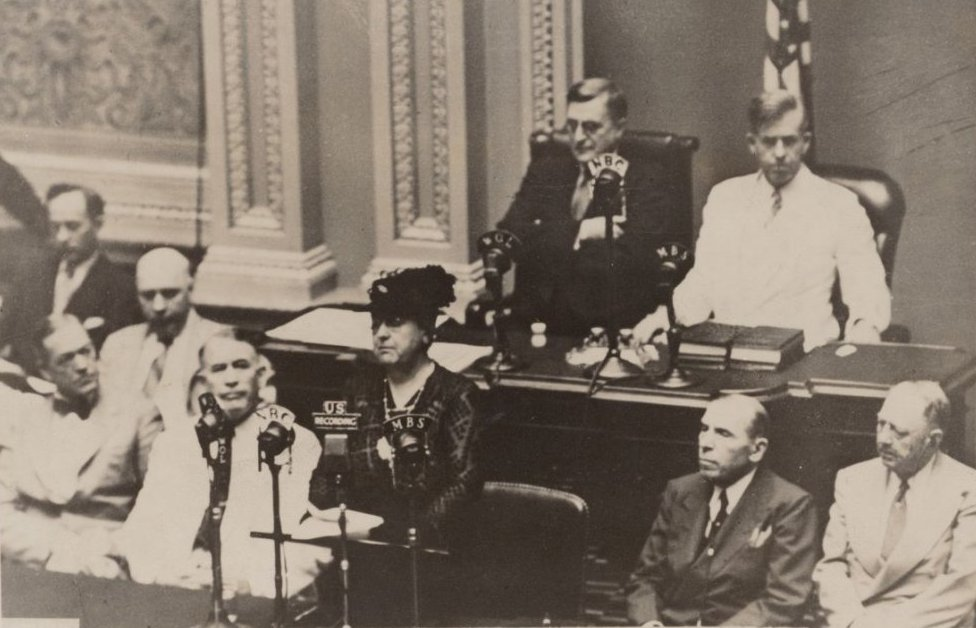
Toespraak tot het Amerikaans Congres
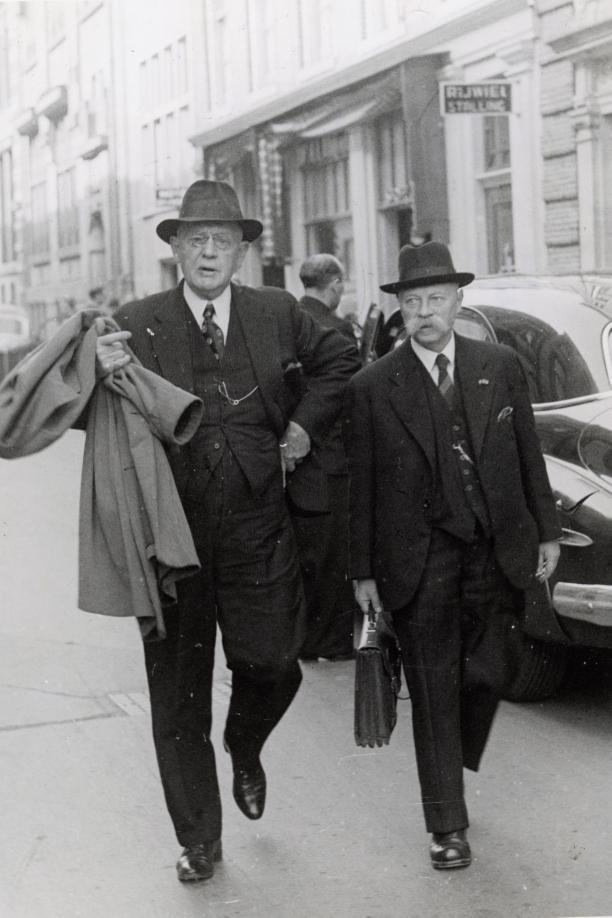
Minister Welter en minister-president Gerbrandy
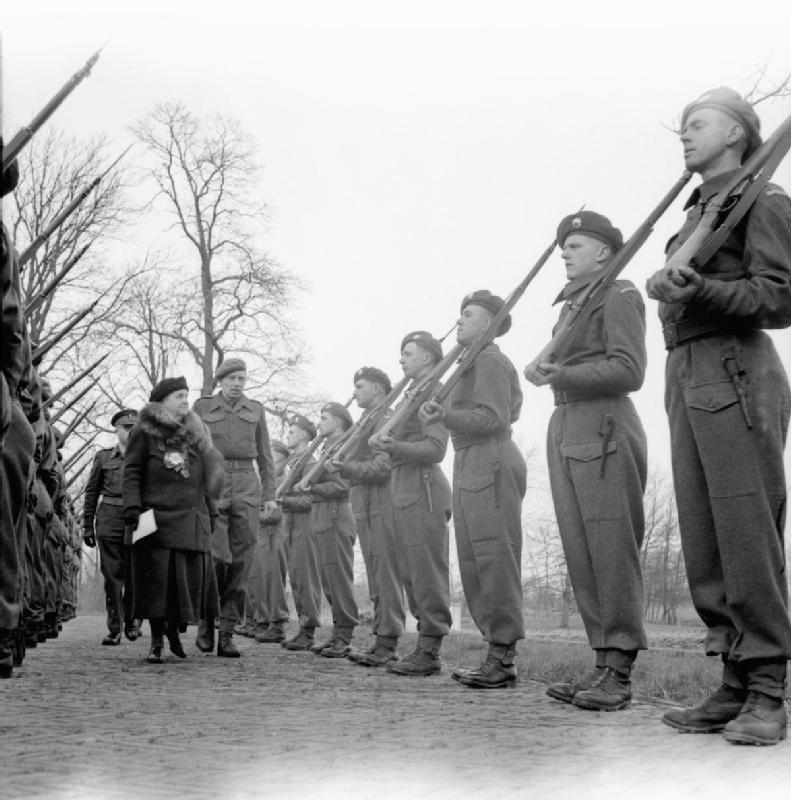
Erewacht op een bezoek aan Eindhoven
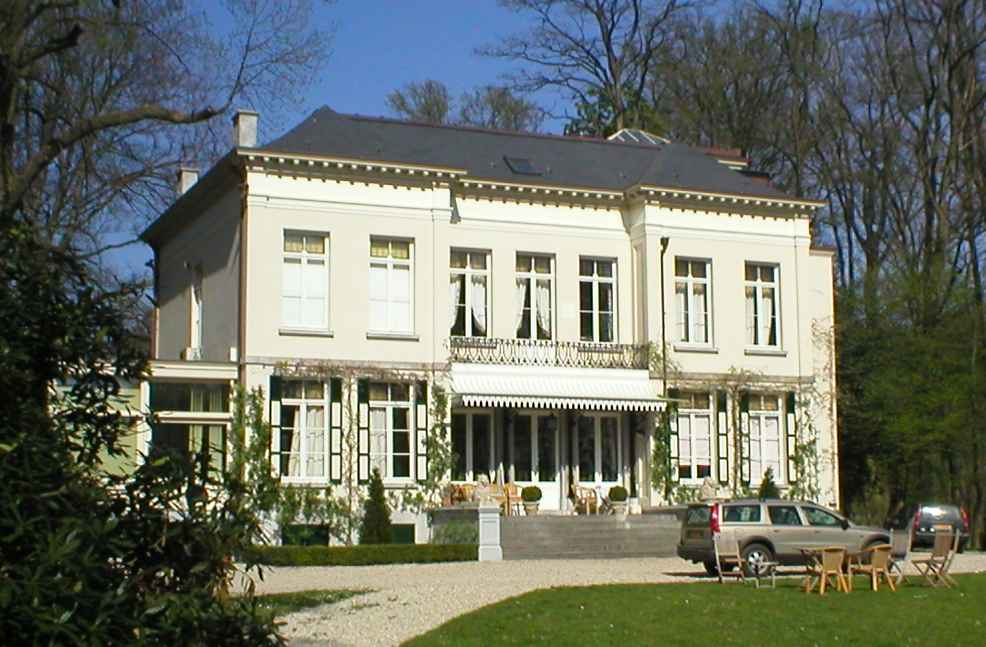
Huis Anneville bij Breda